# Landudal
Landudal [lɑ̃dydal] est une commune du département du Finistère, dans la région Bretagne, en France.

## Géographie

### Description
Landudal est située à l'est-nord-est de Quimper, ville distante de 12 km et est limitée au sud par l'Odet. Le relief de la commune est assez accidentée (les altitudes varient de 163 m (au nord-est du finage communal, près du lieu-dit Kerguiniez) à 60 m dans la vallée de l'Odet au sud-ouest du territoire communal) en raison de la relative proximité des montagnes Noires, situées plus au nord, et de la traversée de la commune par plusieurs affluents de rive droite de l'Odet, les principaux étant le ruisseau de Trohanet et le ruisseau de Langelin.
L'absence de remembrement a permis à la commune de conserver un bocage dense et verdoyant. L'agriculture est traditionnellement l'activité la plus importante de la commune (polyculture, élevages et vergers). L'habitat est dispersé en de nombreux hameaux. La relative proximité de Quimper explique la création de plusieurs lotissements autour du bourg depuis quelques décennies.
La roche dominante affleurant à Landudal est du leucogranite formé à l'époque carbonifère.
La commune fait partie de Quimper Bretagne occidentale depuis janvier 2017.

### Localisation
| Briec | Edern               | Edern    |
| Briec | Landudal            | Langolen |
| Briec | Ergué-Gabéric, Odet | Elliant  |

### Hydrographie
Pour un article plus général, voir Réseau hydrographique du Finistère.
La commune est située dans le bassin Loire-Bretagne. Elle est drainée par l'Odet, le Langelin, le ruisseau de langelin et divers autres petits cours d'eau,.
L'Odet, d'une longueur de 63 km, prend sa source dans la commune de Saint-Goazec et se jette  dans l'anse de Bénodet entre les communes de Combrit et de Bénodet, après avoir traversé onze communes. 

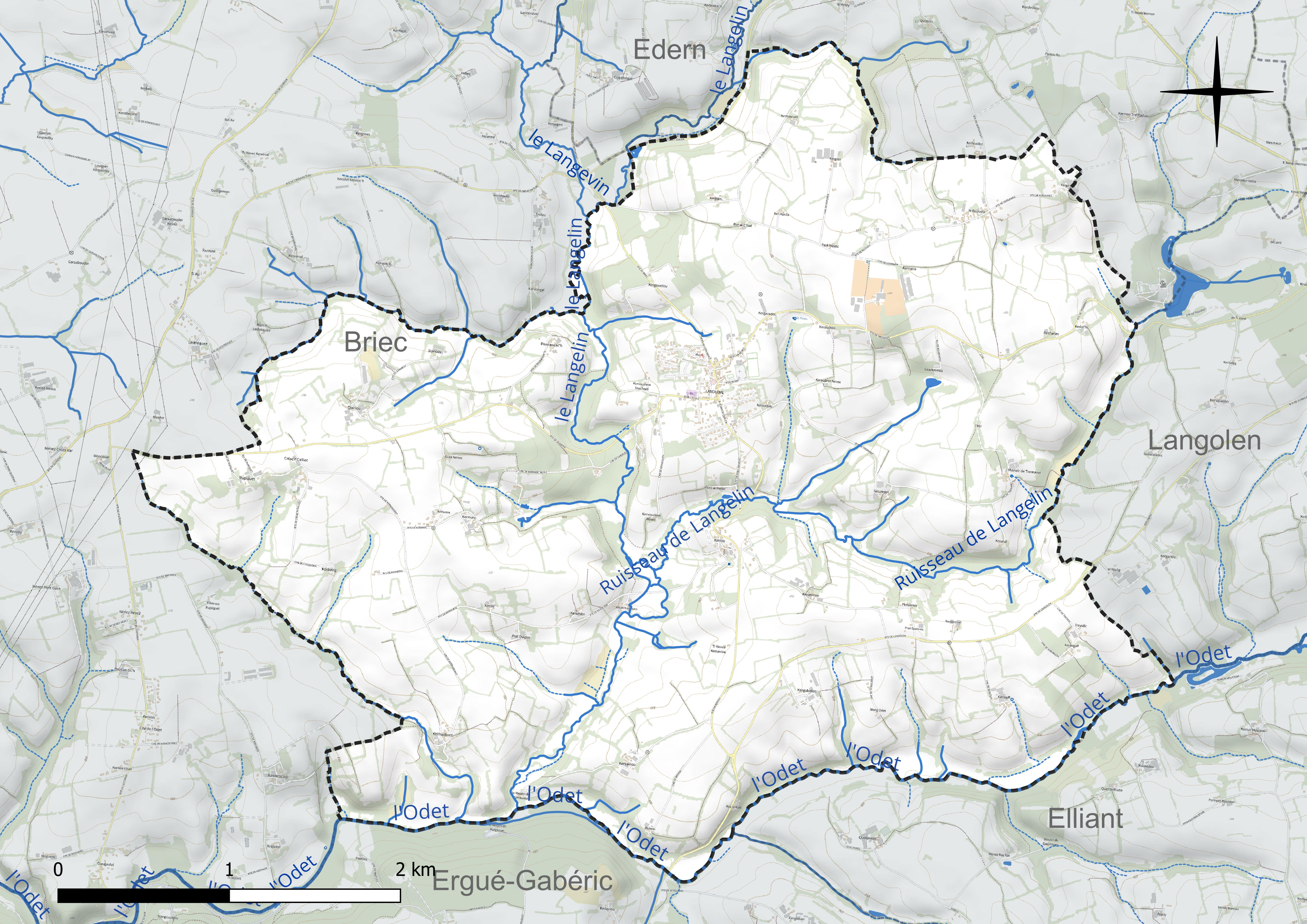
Réseau hydrographique de Landudal.

### Climat
Pour des articles plus généraux, voir Climat de la Bretagne et Climat du Finistère.
En 2010, le climat de la commune est de type climat océanique franc, selon une étude du CNRS s'appuyant sur une série de données couvrant la période 1971-2000. En 2020, Météo-France publie une typologie des climats de la France métropolitaine dans laquelle la commune est exposée à un climat océanique et est dans la région climatique  Bretagne orientale et méridionale, Pays nantais, Vendée, caractérisée par une faible pluviométrie en été et une bonne insolation. Parallèlement l'observatoire de l'environnement en Bretagne publie en 2020 un zonage climatique de la région Bretagne, s'appuyant sur des données de Météo-France de 2009. La commune est, selon ce zonage, dans la zone « Monts d'Arrée », avec des hivers froids, peu de chaleurs et de fortes pluies.  
Pour la période 1971-2000, la température annuelle moyenne est de 11,3 °C, avec  une amplitude thermique annuelle de 11 °C. Le cumul annuel moyen de précipitations est de 1 176 mm, avec 15,8 jours de précipitations en janvier et 8,8 jours en juillet. Pour la période 1991-2020, la température moyenne annuelle observée sur la station météorologique la plus proche, située sur la commune de Coray à 11 km à vol d'oiseau, est de 11,3 °C et le cumul annuel moyen de précipitations est de 1 423,1 mm,. Pour l'avenir, les paramètres climatiques de la commune estimés pour 2050 selon différents scénarios d'émission de gaz à effet de serre sont consultables sur un site dédié publié par Météo-France en novembre 2022.

## Urbanisme

### Typologie
Au 1er janvier 2024, Landudal est catégorisée bourg rural, selon la nouvelle grille communale de densité à 7 niveaux définie par l'Insee en 2022.
Elle est située hors unité urbaine. Par ailleurs la commune fait partie de l'aire d'attraction de Quimper, dont elle est une commune de la couronne,. Cette aire, qui regroupe 58 communes, est catégorisée dans les aires de 200 000 à moins de 700 000 habitants,.

### Occupation des sols
L'occupation des sols de la commune, telle qu'elle ressort de la base de données européenne d'occupation biophysique des sols Corine Land Cover (CLC), est marquée par l'importance des territoires agricoles (95,3 % en 2018), une proportion sensiblement équivalente à celle de 1990 (95 %). La répartition détaillée en 2018 est la suivante : 
zones agricoles hétérogènes (35,8 %), terres arables (34,5 %), prairies (25 %), forêts (3 %), zones urbanisées (1,7 %). L'évolution de l'occupation des sols de la commune et de ses infrastructures peut être observée sur les différentes représentations cartographiques du territoire : la carte de Cassini (XVIIIe siècle), la carte d'état-major (1820-1866) et les cartes ou photos aériennes de l'IGN pour la période actuelle (1950 à aujourd'hui).

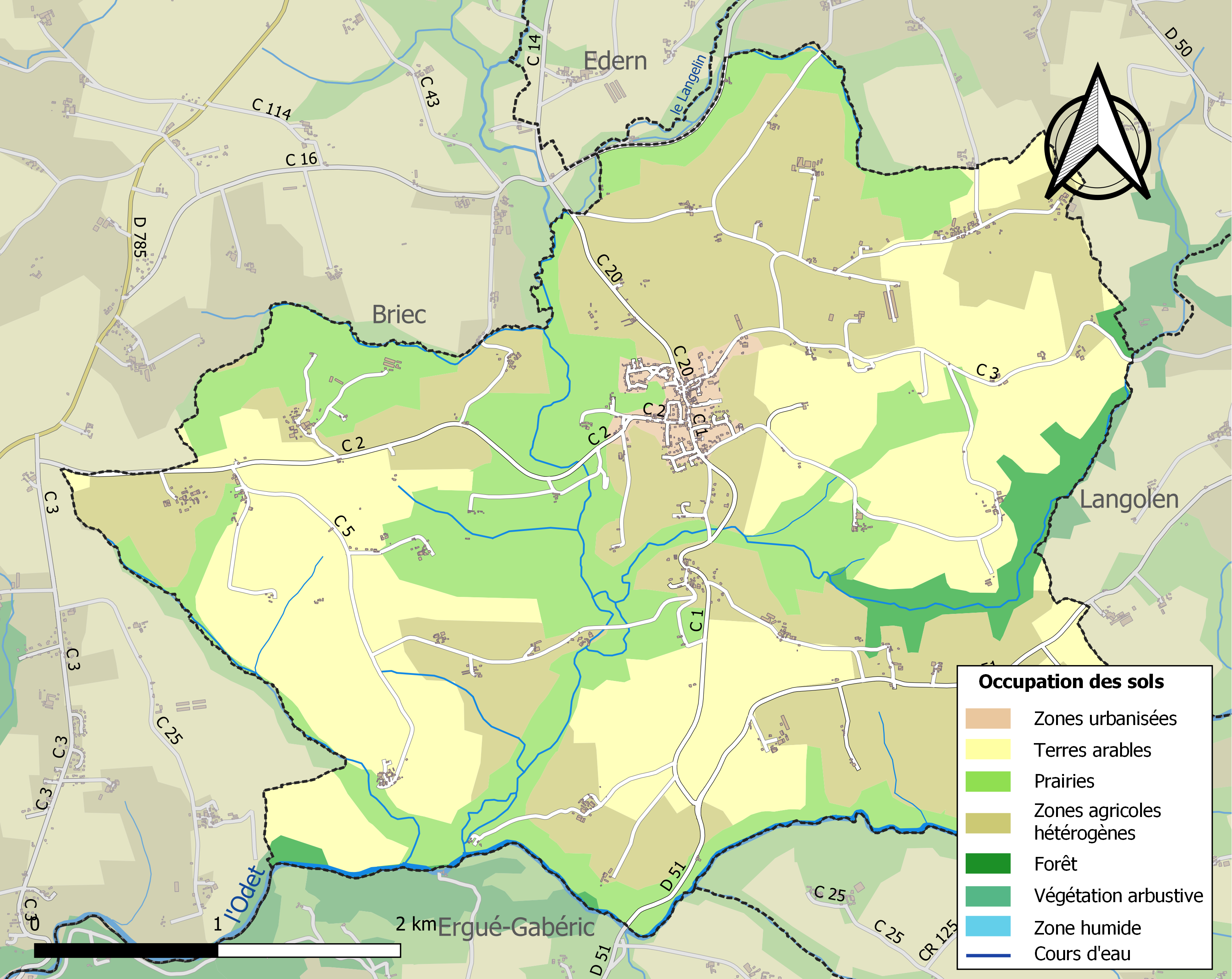
Carte des infrastructures et de l'occupation des sols de la commune en 2018 (CLC).

## Toponymie
Le nom de la localité est attesté sous les formes Tref Budgual au XIe siècle, Lantudoal en 1541, Landugdoal en 1547.
Le nom Landudal est formé de lann (ermitage en breton) et de dudal, alias tudual (saint).  Saint Tugdual, de forme galloise Tudwal, est un saint gallois du 6e siècle, ayant émigré du pays de Galles en Armorique. La forme Tugdual mal orthographiée est plutôt Tudgual, déformé en Tutual, puis Tudual.
Landudal, ancienne trève de Briec, a pour patron saint Tugdual.

Source : Grand Terrier  ; LE ROY, Florian, Bretagne des saints. ; Bernard Tanguy, « Hagionomastique et histoire: Pabu Tugdual alias Tudi et les origines du diocèse de Cornouaille », Bulletin de la Société archéologique du Finistère, p. 127, 1986.
Landuel en breton.

## Histoire

### Origines
Selon le Cartulaire de Landévennec, le roi Gradlon, à la suite de la mort de son fils Rivalen, aurait donné trois "trefs" à l'abbaye de Landévennec, dont "Tref Bug Dual". Au XVIe siècle, la trève est dénommée "Landugdoal", puis "Landudoal".
Landudal a été une trève de Briec jusqu'à la Révolution française, devint paroisse en 1825 et la commune fut créée en 1901.

### Préhistoire et Antiquité
Vers 1874, des haches à douille ont été trouvées à Trohanet, signalées par Paul-Armand du Châtellier.
Le fragment de cavalier à l'anguipède trouvé à Buzudic témoigne d'une présence gallo-romaine.

### Moyen Âge
La majeure partie de la trève de Landudal dépendait de la seigneurie de La Roche-Helgomarc'h, puis, à partir de 1576, du marquisat de La Roche-Laz.
La famille de Trémarec, seigneur dudit lieu, fut présente aux réformations et montres de l'évêché de Cornouaille de 1426 à 1536. Leur blason était '"D"azur à trois coqs d'argent, becqués et membrés de gueules". Cette famille fut fondue en 1540 dans celle de Kergadalen.

### Époque moderne
Le 9 juin 1675, à Briec et dans les environs, a lieu un épisode de la Révolte du papier timbré, connue aussi sous le nom de "Révolte des Bonnets Rouges" :

« (...) À Briec (...), le tocsin sonna. De plus de vingt villages des environs, 2 000 paysans, armés de fusils, de fourches, de « bâtons ferrés », c'est-à-dire probablement d'épieux et de piques, se rassemblèrent à l'issue de la messe dans le cimetière. Ils furent harangués par Allain Le Moign, dit le « grand Moign », « caporal » de la trève du Gorresquer [Gorrequer] en Briec, c'est-à-dire d'un hameau avec une chapelle dépendant de la paroisse de Briec, et par Germain Balbouez, « caporal » de la trève de Landudal (...). Qu'est-ce que ce titre de « caporal » ? Signifie-t-il chef élu, ou est-il l'équivalent de « coq de paroisse » (...), ou est-ce un grade dans les milices organisées (...) ? Menés par Le Moign, Balbouez et Laurent Le Quéau, meunier de Quéménéven (...), les paysans entraînant de force leurs prêtres, les recteurs de Briec et d'Edern, marchèrent sur le château de La Boissière, où ils croyaient trouver, chez Monsieur de Kéranstret, le marquis de la Coste et le sieur de la Garenne-Jouan, qu'on disait porteur de la gabelle. Leur but était de massacrer tous ces nobles. Pour ces paysans, tous les nobles étaient des gabeleurs. Ne trouvant pas ceux qu'ils cherchaient, ils défoncèrent les barriques de vin, s'emparèrent des armes et des munitions et mirent le feu au château. »

Les trois meneurs de cette révolte cités dans ce texte furent exclus de l'amnistie accordée le 5 février 1676 par Louis XIV. Laurent Le Quéau fut torturé par le feu à trois reprises puis « exécuté de mort » à Quimper le 17 août 1675 après avoir été jugé par le présidial de Quimper. Lors de son interrogatoire mené par l'avocat du roi Pierre du Disquay, il déclare :

« Le jour du dimanche de la Trinitté, au mois de juin dernier, il estoit en sa maison lorsque le toxin [tocsin] fust sonné dans la paroesse de Quéménéven et Saint-Venec [Saint-Vennec] et Briziac [Briec] au poinct du jour (...) accompagné de Jean Louarné, texier, demeurant chez l'interrogé. Interrogé, répond qu'il portoit un fusil et ledit Louarné qui l'accompagnoit une fourche de fer (...), qu'estant à Saint-Venec, il s'y estoit amassé quantité de personnes, tous armés; avec lesquels il alla au bourg de Briziac (...), qu'ayant appris que le sieur de La Garaine-Jouan [La Garenne-Jouan] estoit porteur de la gabelle, lequel ils croioient estre au manoir de la Boixière [Boissière] chez Monsieur de Keranstret, ils résolurent tous ensemble de s'y en aller à dessin de les exterminer, où estant arrivez au nombre de quatre à cinq centz personnes, ils demandèrent le dict La Garaine. (...) Enragés de ne point le trouver, ils demandèrent du vin. (...). Répond qu'ensuite ils étaient tous esprins de vin, apprès quoy il vit le feu (...) dans la crèche (...), dict que le feu fut aussy mis en la grange dudit manoir de La Boixière, (...) dans l'entrée dudict manoir (...), que l'on cassoit et brisoit tout ce que l'on trouvoit dans leur voye. (...) Dict qu'ils se retirèrent ensuitte tous chacun chez soy (...). »

Allain Le Moign et plusieurs autres furent aussi arrêtés et le même texte fournit aussi la retranscription de leurs interrogatoires. On ignore s'ils furent exécutés.
Au XVIIIe siècle, la famille de Kerguélen était seigneur de Trémarec. Parmi ses membres connus, Guillaume-Marie de Kerguélen (1701-1750), chef de bataillon des milices garde-côtes ; son fils Yves-Joseph de Kerguélen (1734-1797), le célèbre navigateur ; Charles-Jean de Kerguélen (1767-1843), le fils aîné du navigateur, comte de Kerguélen, fut officier supérieur de cavalerie.

### Révolution française
Un vicaire de Landudal, M. Philippe, refusa de prêter serment à la Constitution civile du clergé ; devenu prêtre réfractaire, il se cacha et continua à célébrer des messes clandestinement.
Le 5 thermidor an III (23 juillet 1795), Moreau, vicaire constitutionnel de Landudal, écrit aux autorités de Quimper : « Ne pouvant plus exister dans ce pays, étant journellement menacé par les chouants [ chouans ] qui sont dans ce pays, je demande une place dans les bureaux, à Quimper ».
Pierre Briand, ancien député à l'Assemblée législative, juge de paix et administrateur du canton de Briec, est assassiné (enfumé dans le tronc d'un arbre creux avant d'être jeté dans l'Odet) par une bande de chouans dirigée par Michel-Armand de Cornouaille le 17 brumaire an VIII (7 novembre 1799) à son domicile de Kerjosse en Landudal.

### LeXIXesiècle

#### La section de Landudal
En 1874, la section de Landudal, peuplée alors de 931 habitants, était représentée par quatre conseillers municipaux au sein du conseil municipal de Briec, composé en tout de 23 conseillers (la section de Briec, peuplée alors de 3 347 habitants était représentée par 14 conseillers municipaux et la section de Landrévarzec, peuplée alors de 1 214 habitants, par cinq conseillers municipaux). La section de Landudal disposait d'un adjoint spécial (en 1877 c'était Yves Le Grand et en 1878 Pierre Croissant).

#### Le costume glazik
Les habitants ont, au moins depuis 1750 et jusque vers 1950, porté le costume glazik, dit aussi "bordelenn".

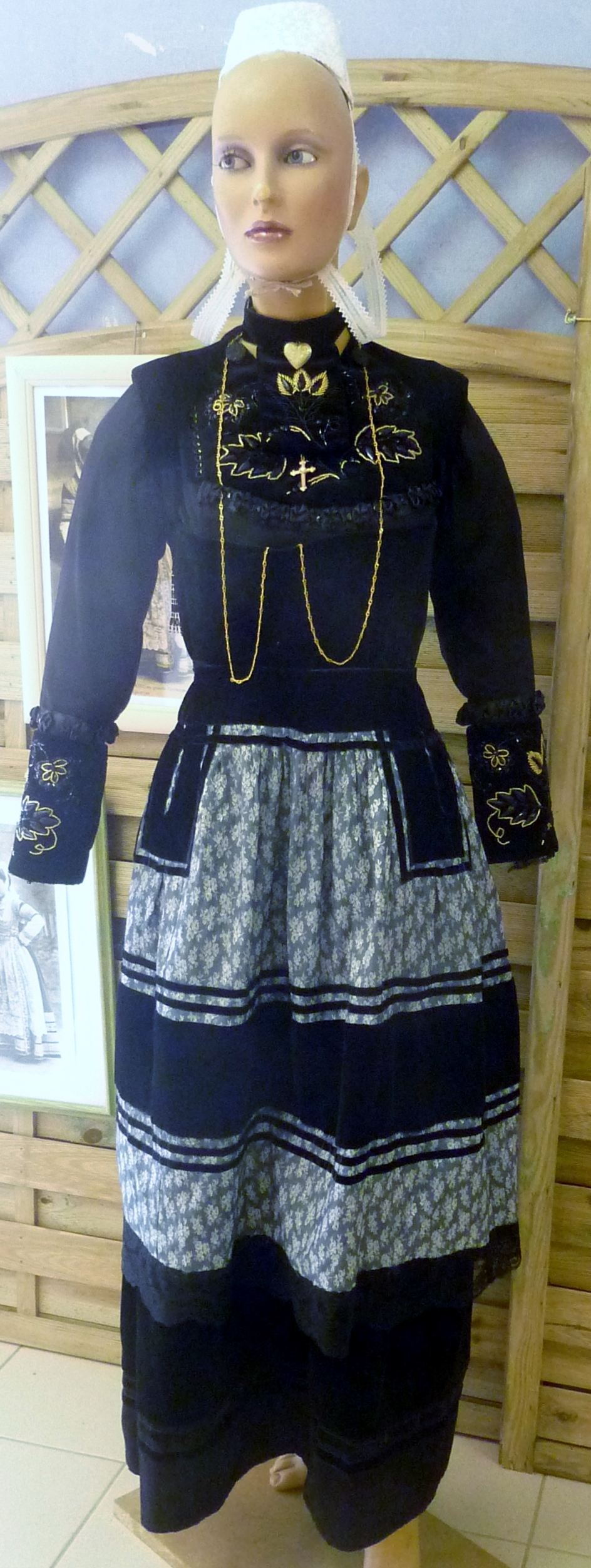
Landudal : costume de mariée vers 1895
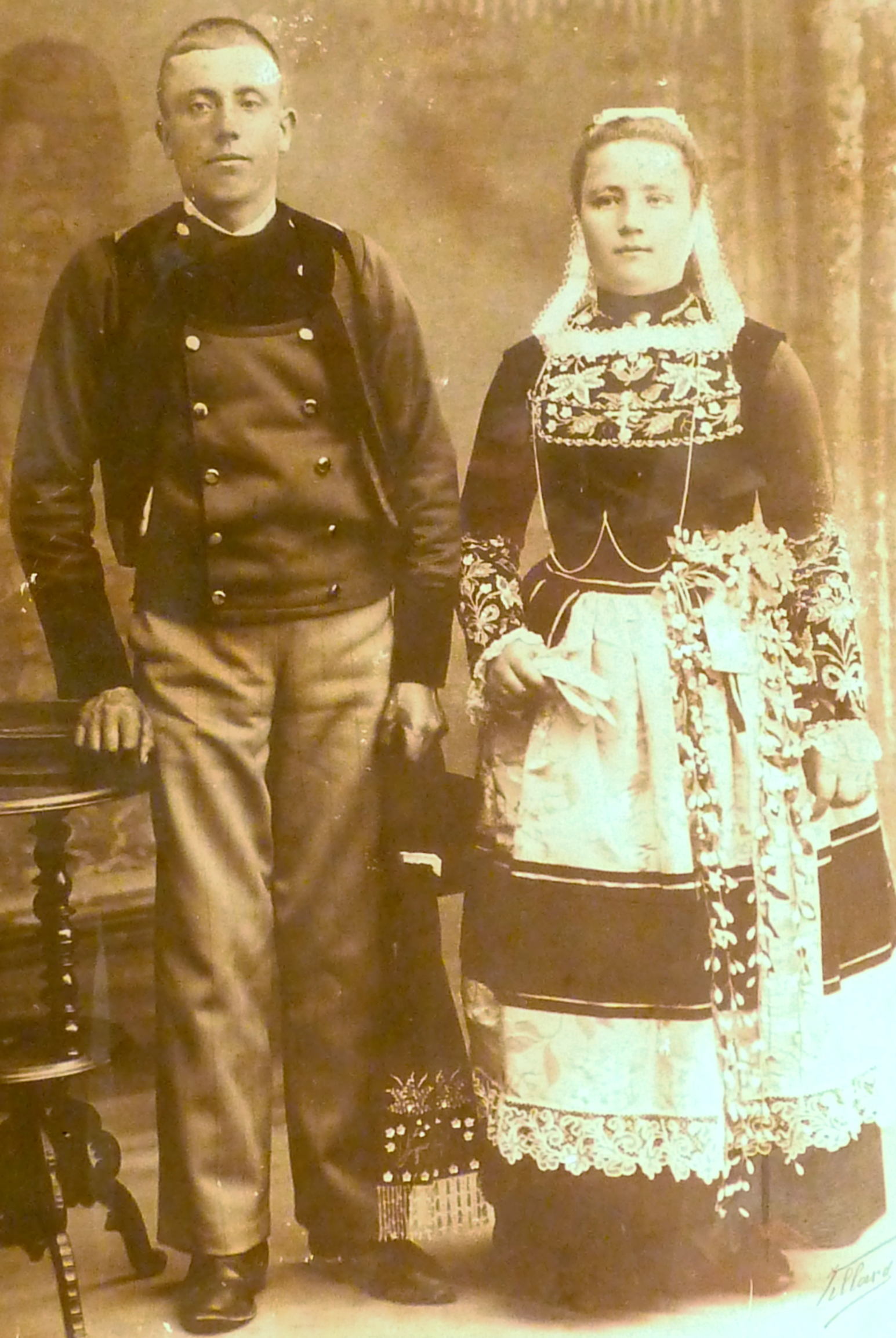
Un couple de la région de Landudal en costume traditionnel vers 1920
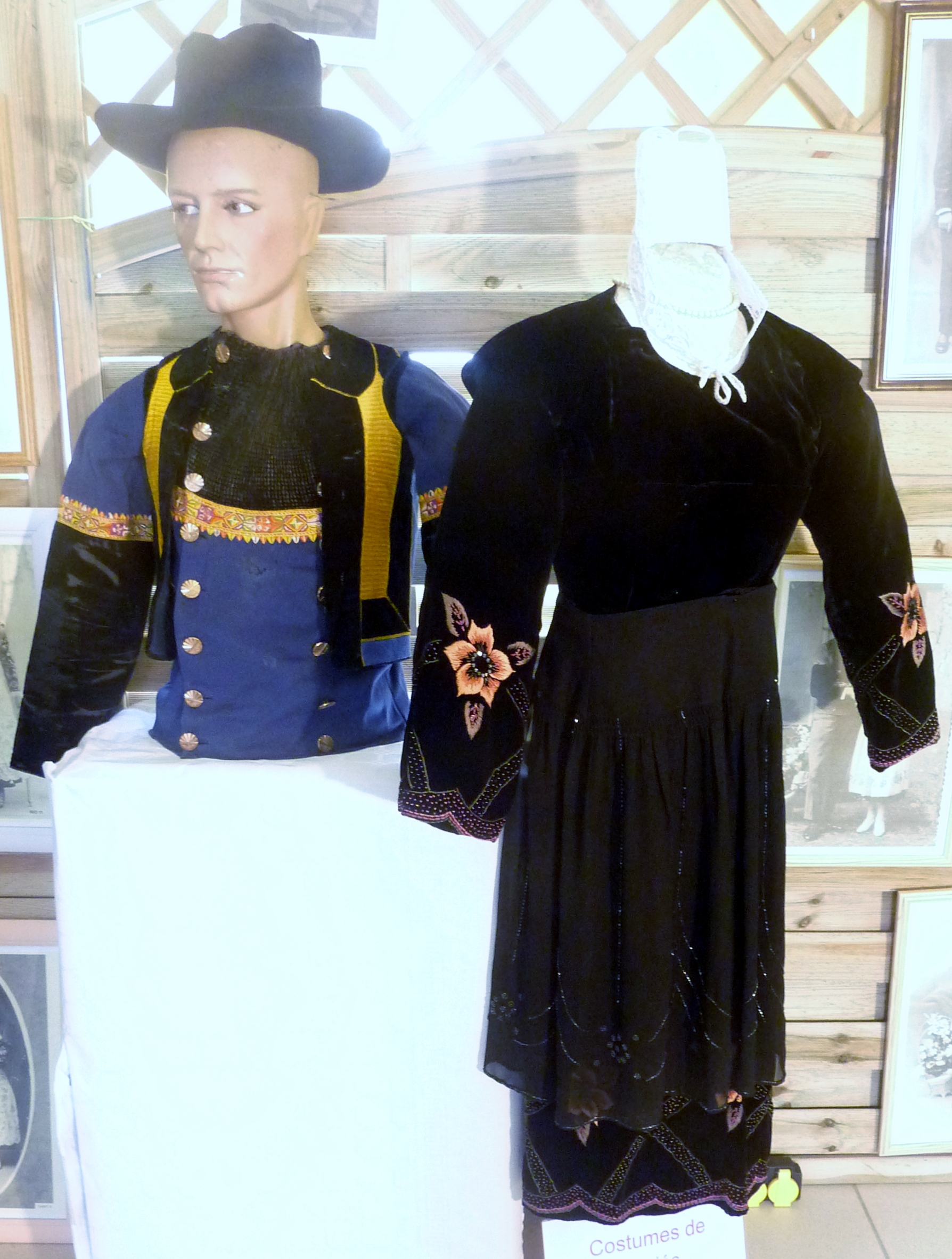
Landudal : costumes de mariés vers 1930
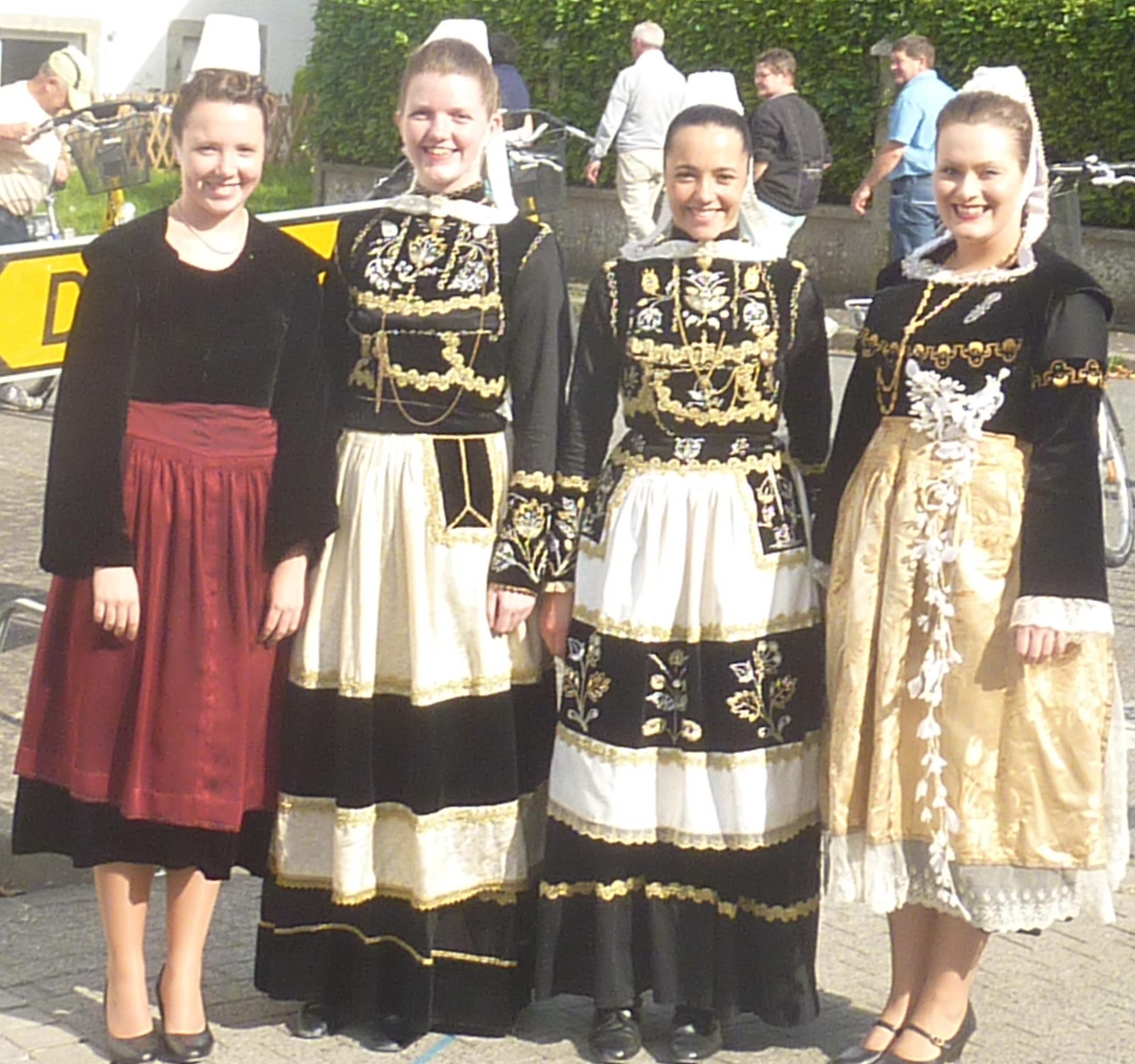
Landudal : jeunes femmes en costume glazik

### LeXXesiècle

#### LaBelle Époque
Henry de Robien écrit en 1910 que les communes du canton de Briec, notamment Briec, Landrévarzec, Landudal et Langolen « constituent une zone merveilleuse pour la production du cheval de trait léger, du bidet compact ».

#### La forte influence religieuse
La forte influence religieuse est illustrée par le succès des quêtes en nature alors pratiquées chaque année :

« Dans la plupart des communes de Cornouaille, les curés ou les vicaires procèdent eux-mêmes à cet impôt extraordinaire et vont de porte en porte, suivis des porteurs de sacs ou de paniers en lesquels s'empilent soit le beurre et les œufs, soit des grains, du blé, de la volaille, du lard, des pommes de terre et même des crins de cheval et des queues de vache faciles à vendre aux bourreliers. (...) C'est ainsi qu'au mois de juin, époque à laquelle a lieu la grande quête pour le séminaire de Quimper, le beurre manque sur les marchés de Quéménéven, Cast, Locronan, Plonévez, Landrévarzic (sic) [Landrévarzec], Briec, Langolin (sic) [Langolen], Caurey (sic) [Coray], Plogonnec, etc. où la quête spéciale se chiffre dans ces dernières paroisses à 2 000 kilogs en moyenne. »

##### La création de la commune et les tensions politiques et religieuses
Une loi du 8 juillet 1901 divise en deux la commune de Briec et crée la commune de Landudal. Le premier maire de la commune fut Jacques Le Page, de tendance républicaine. Avant même la naissance de la commune, les relations furent tendues avec le clergé local comme en témoigne une lettre adressée le 21 mai 1896 par l'adjoint au maire de la section de Landudal au Préfet du Finistère, dans laquelle l'adjoint se plaint : « Nous avons donné l'ordre de sonner les cloches en notre honneur comme c'est la coutume dans le pays », mais « le bedeau a fait descendre tout le monde du clocher » ; l'adjoint au maire ajoute plus loin dans la même lettre que le curé sonne le décès des personnes dont il sait les opinions conservatrices, mais il refuse cet honneur aux personnes d'opinion républicaine. En 1902 un procès est intenté devant le tribunal de Quimper par l'abbé Didou, vicaire à Landudal, à l'encontre du maire précité, pour « propos diffamatoires tenus publiquement » ; le 17 juillet 1902, le maire fut condamné à 25 francs d'amende avec sursis et à 50 francs de dommages-intérêts en faveur de la partie civile.
Le 9 janvier 1903, Jaffrès, curé de Landudal, fait partie des 31 prêtres du diocèse de Quimper dont les traitements sont retenus par décision du gouvernement Combes « tant qu'ils ne feront pas emploi de la langue française dans leurs instructions et l'enseignement du catéchisme » car ils utilisaient le breton.
Les élections municipales de 1904, qui virent 3 candidats libéraux et 9 républicains élus, firent l'objet d'un pourvoi qui fut rejeté par le conseil de préfecture.
En 1905, le Préfet du Finistère et la Commission départementale donnent un avis favorable à l'agrandissement de l'école des filles de Landudal.

##### La querelle des inventaires
En 1906, les inventaires des biens du clergé provoquèrent des tensions à Landudal. L'abbé Lesnevan fit un sermon incendiaire, dont un extrait est retranscrit dans le journal La Lanterne :

« Pour l'honneur de Landudal, on n'a trouvé personne ici pour donner la main aux crocheteurs ; on n'a trouvé qu'un individu qui n'en est pas : M. Louarn, qui donne le mauvais exemple aux enfants. Ah ! Ah ! L'âme de ces pauvres enfants ! Veillez sur elles,mes chers frères et mes chères sœurs. Quand j'entendais les coups portés par les crocheteurs sur la porte de l'église, je songeais à la passion de Notre-Seigneur Jésus-Christ, et je me disais : par ce coup-ci, on lui casse un bras ; par celui-là on lui brise une jambe. »

Le journal ajoute comme commentaire : « On juge de l'effet produit par de telles paroles sur cette population fanatisée ». Des violences s'ensuivirent, racontées par le journal Le Temps, s'inspirant d'articles parus dans Le réveil du Finistère : 

« Le 23 novembre dernier [23 novembre 1906] (...) M. Louarn (...), à peine était-il entré dans l'église, qu'il se vit entouré par un certain nombre de femmes. Elles commencèrent par le taquiner, le traitant de « diable », de « damné », d'« excommunié », lui disant que sa place n'était pas dans l'église. Puis, s'enhardissant, elles le bousculèrent, lui donnèrent des coups de chaise, vidèrent sur lui tout le contenu d'un bénitier et cherchèrent à le pousser dehors. Pour se défendre, il fallut que M. Louarn prît sa chaise et s'en fît une sorte de paravent. (...) Enfin, il réussit à sortir et prit la fuite à travers les champs. Mais bientôt il tomba entre les mains de quatre individus qu'ils l'immobilisèrent pendant qu'une femme le giflait plusieurs fois. M. Louarn a porté plainte contre ses agresseurs. Mais il est lui-même poursuivi devant le tribunal corrctionnel par une femme, qui dans la bagarre reçut quelques égratignures. »

Un autre article paraît dans le même journal quelques semaines plus tard :

« Lors de l'inventaire de l'église de Landudal, le receveur de l'enregistrement ne trouvant pas de témoin, prit l'instituteur M. Louarn. Le dimanche suivant, le recteur, l'abbé Lesnevan, prononça un sermon dans lequel l'instituteur se crut désigné à la vengeance des fidèles. Quoi qu'il en soit, comme l'instituteur se rendait deux jours après à l'église pour assister à une messe basse, il fut l'objet d'une manifestation hostile de la part de femmes qui l'entourèrent et le frappèrent. L'instituteur se défendit à coups de chaise. La justice s'en mêla et les faits furent déférés au tribunal correctionnel de Quimper. »

L'abbé Lesnevan et l'instituteur Louarn furent acquittés, mais cinq femmes furent condamnées, dont une à trois jours de prison et trois à deux jours de prison pour voies de fait.

##### Les premiers faits divers connus
En février 1907 un fait divers fit la "une" des journaux : quatre garçons de Landudal âgés d'une quinzaine d'années jouent au tri-c'hon, un jeu d'argent où le gagnant doit offrir de copieuses rasades d'alcool à ses partenaires. Après de nombreux verres déjà consommés, les garçons se font servir des absinthes pures. « On est des hommes quoi ! ». Chassés ensuite par le tenancier, l' un d'eux, Hervé Sizorn, s'écrola mort dans un fossé.
En décembre 1907, une jeune couturière de 22 ans vivant au bourg commit un infanticide sur son nouveau-né de sexe féminin, après avoir accouché clandestinement.
Le premier accident de bicyclette connu à Landudal survint le 7 octobre 1911 et est relaté dans le journal Ouest-Éclair, il s'agit d'un cycliste qui percute un char-à-bancs.
Le journal Ouest-Éclair relate en ces termes le premier grave accident de circulation connu survenu à Landudal en novembre 1913 :

« En compagnie de sa femme, sa fille et un domestique, le nommé Alain Lannuzel, propriétaire-cultivateur, demeurant à Coat-Drégat en Edern, revenait en char-à-bancs de Quimper quand, en descendant la côte de Pennaneach, à environ 1 500 mètres du bourg de Landudal, il aperçut, venant dans sa direction, filant à toute allure, un attelage dont le cheval paraissait emballé. Lannuzel dirigea aussitôt sa bête sur l'extrême-droite de la route, laissant ainsi celle-ci entièrement libre. À peine s'était-il garé que le véhicule qui suivait s'est jeté sur le sien, le heurtant avec une extrême violence. Le char-à-bancs, qui avait été accroché par l'arrière, fut renversé ainsi que la bête ; quant aux voyageurs, ils furent projetés sur le sol. M. Lannuzel et sa fille purent avec mille difficultés se dégager, mais il n'en fut pas de même de Mme Lannuzel et du domestique qui, pris sous la voiture, étaient gravement blessés. Le conducteur du véhicule tamponneur, M. Corentin Le Cœur, fut, ainsi que sa femme qui l'accompagnait également projetés sur le sol, sous la violence du choc, mais n'avaient reçu que quelques contusions sans gravité. L'état de M. Lannuzel, de sa femme, de sa fille et de son domestique, est grave. »

#### La Première guerre mondiale
Selon la liste affichée sur le monument aux morts de la commune, 59 soldats de Landudal sont morts pour la France pendant la Première Guerre mondiale.

#### L'Entre-deux-guerres
Un soldat de Landudal, Laurent Galand, du 128e régiment d'infanterie, trouva la mort dans la catastrophe ferroviaire de Sillé-le-Guillaume, survenue le 17 avril 1919 et provoquée par la collision entre un train militaire français et un train militaire américain (la catastrophe fit en tout 6 morts parmi les soldats français et 15 parmi les militaires américains et de nombreux blessés).
Une mission dirigée par le père Barnabé, un capucin de Lorient, fut prêchée à Landudal en 1922.
Une émigration notable se produisit pendant l'Entre-deux-guerres, notamment vers la région parisienne, mais aussi vers les États-Unis : Raymond Jean Jacq<, fils de Jean Jacq et de Marie-Jeanne Conan, lesquels ont émigré en 1933, 13 jours après leur mariage, a retracé la vie de ses parents dans un livre.

#### La Seconde guerre mondiale
Selon la liste affichée sur le monument aux morts de la commune, 8 soldats de Landudal sont morts pour la France pendant la Seconde Guerre mondiale.
Yves Benoit, né le 20 janvier 1921 à Landudal, résistant FFI, qui participait aux combats dans la presqu'île de Crozon, fut tué le 3 septembre 1944 à Telgruc-sur-Mer lors d'un bombardement allié effectué par erreur, les aviateurs croyant ce bourg encore occupé par les Allemands.
Jean Pérès, Yvon Le Bras, Pierre Hémon, Mathias Collorec, Jean Bodolec, Jean Lennou, Hervé Le Nir, Alain Hémon, François Campion, Jean Mao, Guillaume Pennée, Claude Feunteuil, Jean Le Beus, Pierre Le Floch, Yves Louet, Jean Mévellec, Joseph Briand, André Jaouen, François Barret, Yves Rosparts, Corentin Taledec, Guillaume Cornec, etc. en tout 45 hommes de Landudal, sont cités sur les listes officielles des prisonniers de guerre en Allemagne pendant la Seconde Guerre mondiale

### LeXXIesiècle

#### Les transformations récentes
L'épicerie de Landudal a fermé ses portes à la fin de la décennie 1990, seul subsistant un dépôt de pain. Le conseil municipal a suscité la création d'un commerce de proximité multiservices, dénommé "Landulmarché", ouvert à l'emplacement d'un ancien garage, qui a ouvert le 15 septembre 2011. Une nouvelle mairie a été installée dans les murs de l'ancienne salle municipale et un nouvel atelier municipal a été ouvert dans un ancien poulailler totalement transformé. L'école publique a été rénovée et un gite d'étape créé dans l'ancien presbytère.

#### L'opposition aux barrages écréteurs de crue
Le SIVALODET, syndicat mixte chargé de la gestion du bassin versant de l'Odet, à la demande principalement de la ville de Quimper qui souffre d'inondations chroniques dues pour partie aux crues de l'Odet, projette la création de petits barrages écréteurs de crue en amont de Quimper et particulièrement à Langolen, Landudal et Coray, ce qui soulève des protestations de la part d'une partie des habitants et des municipalités concernées, et particulièrement à Landudal.

## Démographie
| 1901  | 1906  | 1911  | 1921  | 1926  | 1931  | 1936  | 1946  | 1954 |
| ----- | ----- | ----- | ----- | ----- | ----- | ----- | ----- | ---- |
| 1 163 | 1 238 | 1 274 | 1 145 | 1 092 | 1 053 | 1 014 | 1 008 | 890  |

| 1962 | 1968 | 1975 | 1982 | 1990 | 1999 | 2004 | 2006 | 2009 |
| ---- | ---- | ---- | ---- | ---- | ---- | ---- | ---- | ---- |
| 824  | 734  | 674  | 672  | 680  | 701  | 732  | 743  | 796  |

| 2014 | 2019 | 2022 | - | - | - | - | - | - |
| ---- | ---- | ---- | - | - | - | - | - | - |
| 872  | 884  | 910  | - | - | - | - | - | - |

## Politique et administration

### Liste des maires
| Période                                  | Période  | Identité         | Étiquette  | Qualité                          |
| ---------------------------------------- | -------- | ---------------- | ---------- | -------------------------------- |
| 1901                                     | ?        | Jacques Le Page  |            |                                  |
|                                          |          |                  |            |                                  |
| 1971                                     | 2001     | Marcel Corre     |            |                                  |
| 2001                                     | 2008     | Jean Conan       |            |                                  |
| 2008                                     | En cours | Raymond Messager | DVD ex-UMP | Artisan Conseiller départemental |
| Les données manquantes sont à compléter. |          |                  |            |                                  |

### Jumelages
La commune est jumelée avec la ville de Ruthin au Pays de Galles.

## Activités culturelles et sportives
- Landudal possède également un club de football (l'A.S. Landudal[71]) et de VTT(Landudal VTT).
- Le trail de Landudal ("trail Kalonad")[72] est organisé chaque année depuis 2005 à Landudal. Les bénéfices sont reversés chaque année au centre de rééducation de kerpape dans le Morbihan pour l'achat de hand-bikes.

## Monuments et sites
- L'église Notre-Dame de Populo[73], devenue l'église paroissiale lors de la création de la paroisse en 1825, a été construite en 1539 selon le vœu des seigneurs de Quélen et du Vieux Chastel : une inscription située au-dessus de la porte sud permet de dater la construction de l'église : « L'an 1548 décéda Jehan, seigneur de Quelen et du Vieux Chastel[Note 5] lors commença François son fils[Note 6] et damoiselle Anne du Quellenec[Note 7] sa compagne à faire parachever cette chapelle ». L'église est de style gothique flamboyant, mais le clocher et la nef actuels sont plus tardifs, le clocher, composé d'une tour à galerie en encorbellement, d'une balustrade saillante et d'une flèche à deux dômes superposés, a été reconstruit au XVIIe siècle et restauré par la suite (la chambre des cloches porte la date de 1847) ; le chœur a été restauré en 1765 ; la chapelle des fonts baptismaux date du XIXe siècle. La voûte du plafond est en forme de berceau lambrissé. L'église possède de nombreuses statues datant des XVe siècle et XVIe siècle dont celles  de Notre-Dame-de-Populo[74], de saint Nicolas, saint Alar, saint Hervé, sainte Anne et Marie, saint Roch, etc. et possède aussi une Pietà et un Christ en croix. Le maître-autel, de style baroque date du XVIIe siècle et la chaire à prêcher du XIXe siècle. Les vitraux de l'abside sont modernes et figuratifs, celui de l'Adoration des mages, dû à Pierre Toulhoat, date de 1954. L'église est classée monument historique depuis le 4 mars 1935[75]. Le pardon de Notre-Dame-de-Populo se déroulait le dernier dimanche de septembre[76].

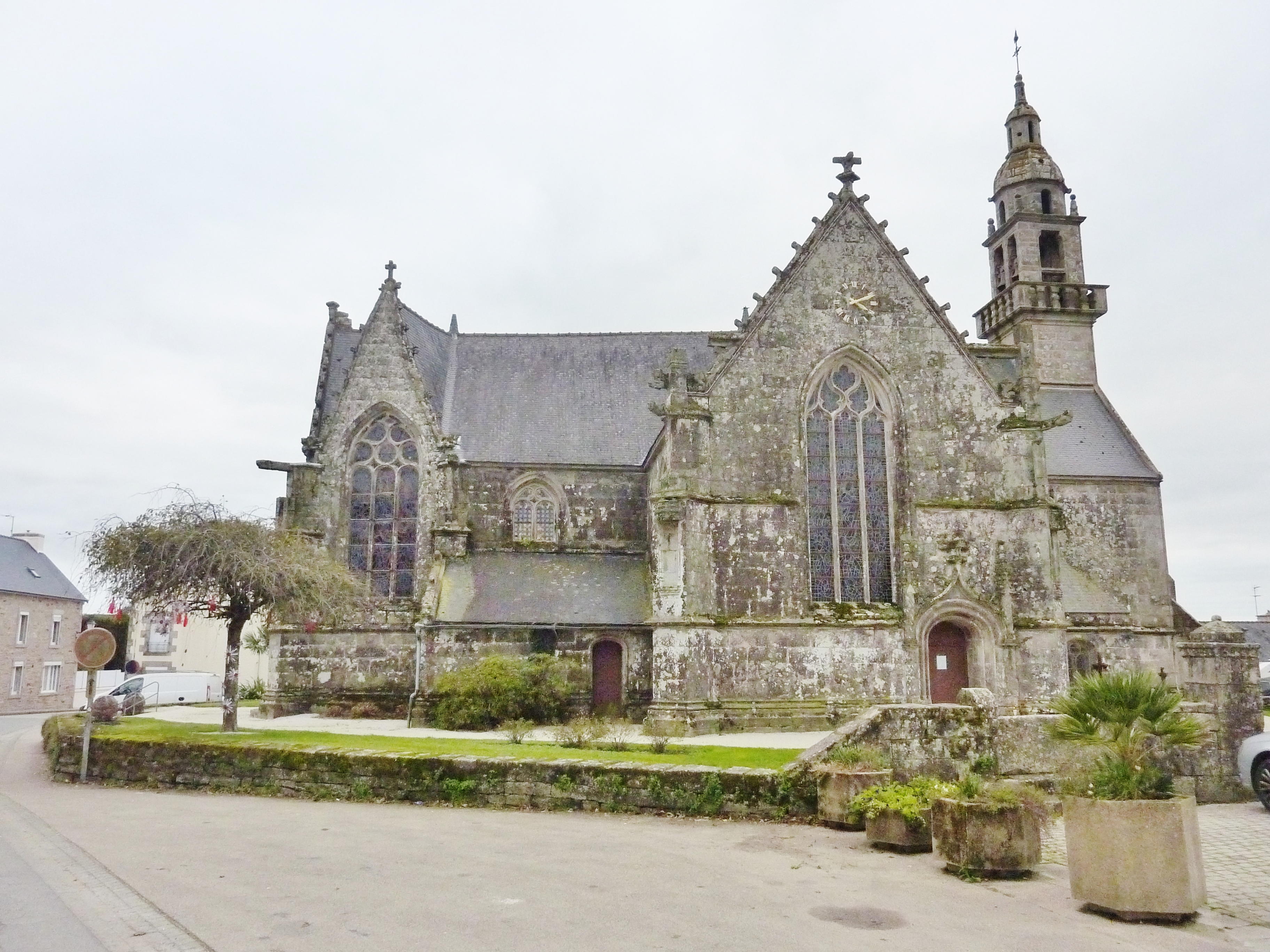
L'église paroissiale Notre-Dame-de-Populo : vue d'ensemble.
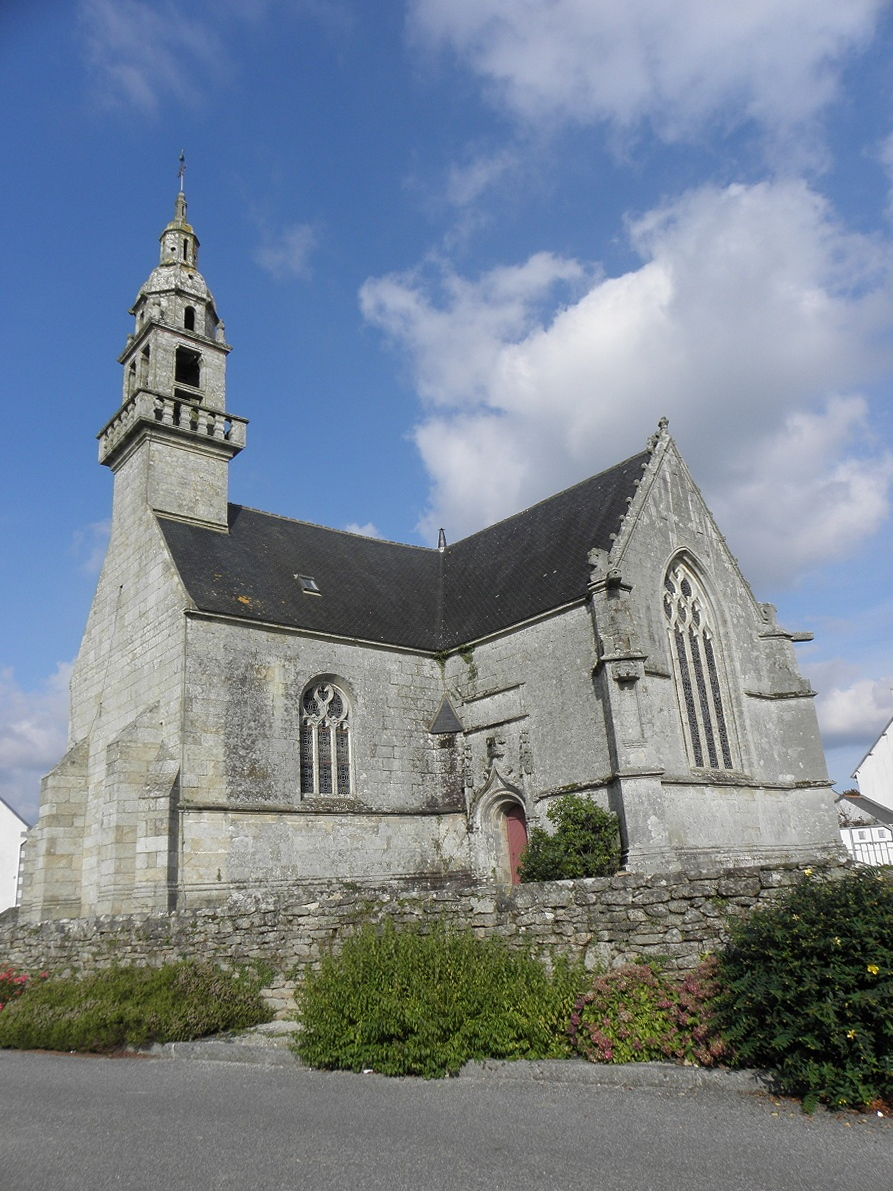
L'église Notre-Dame-de-Populo vue du sud.
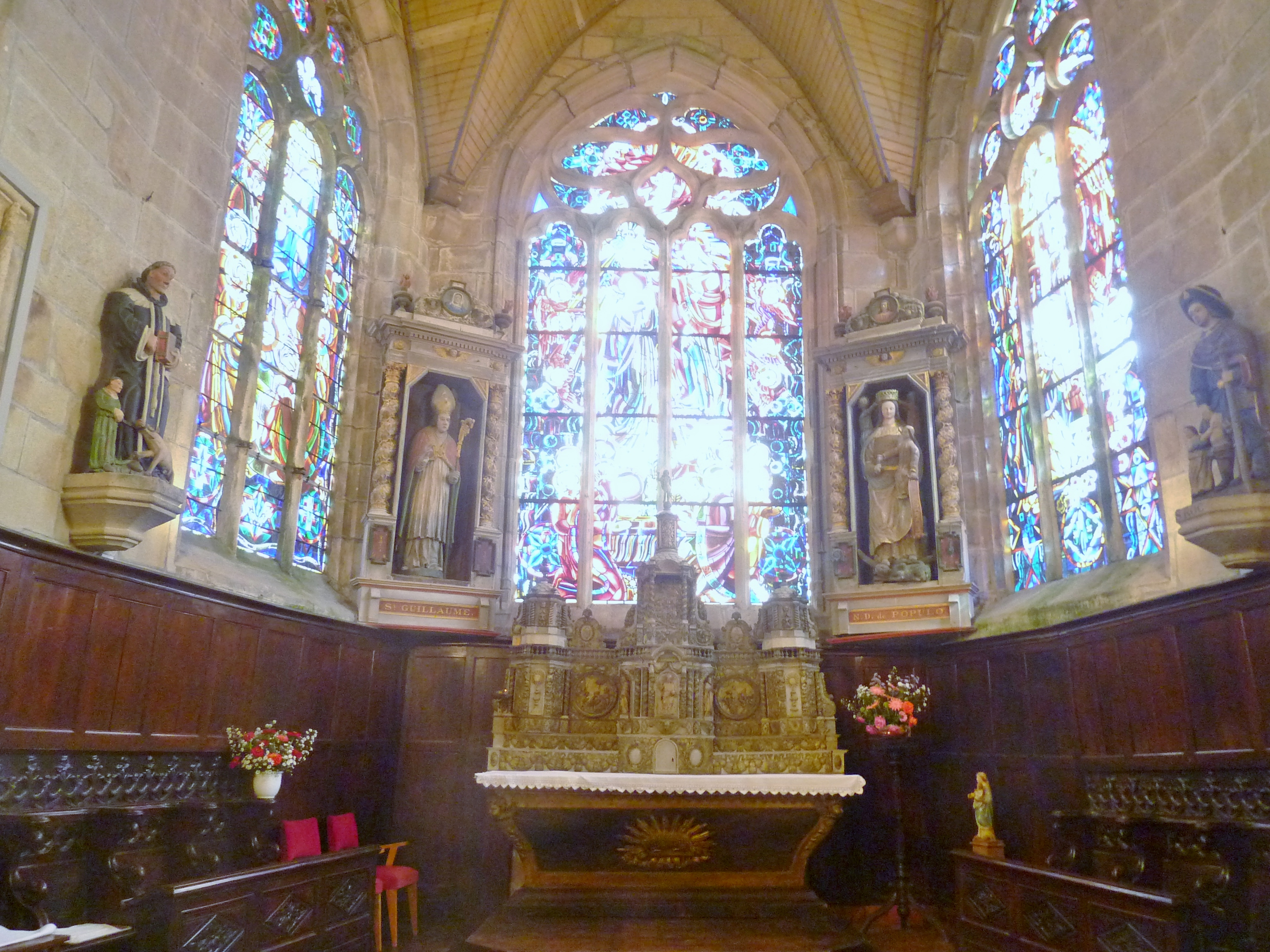
Église Notre-Dame-de-Populo : le chœur.
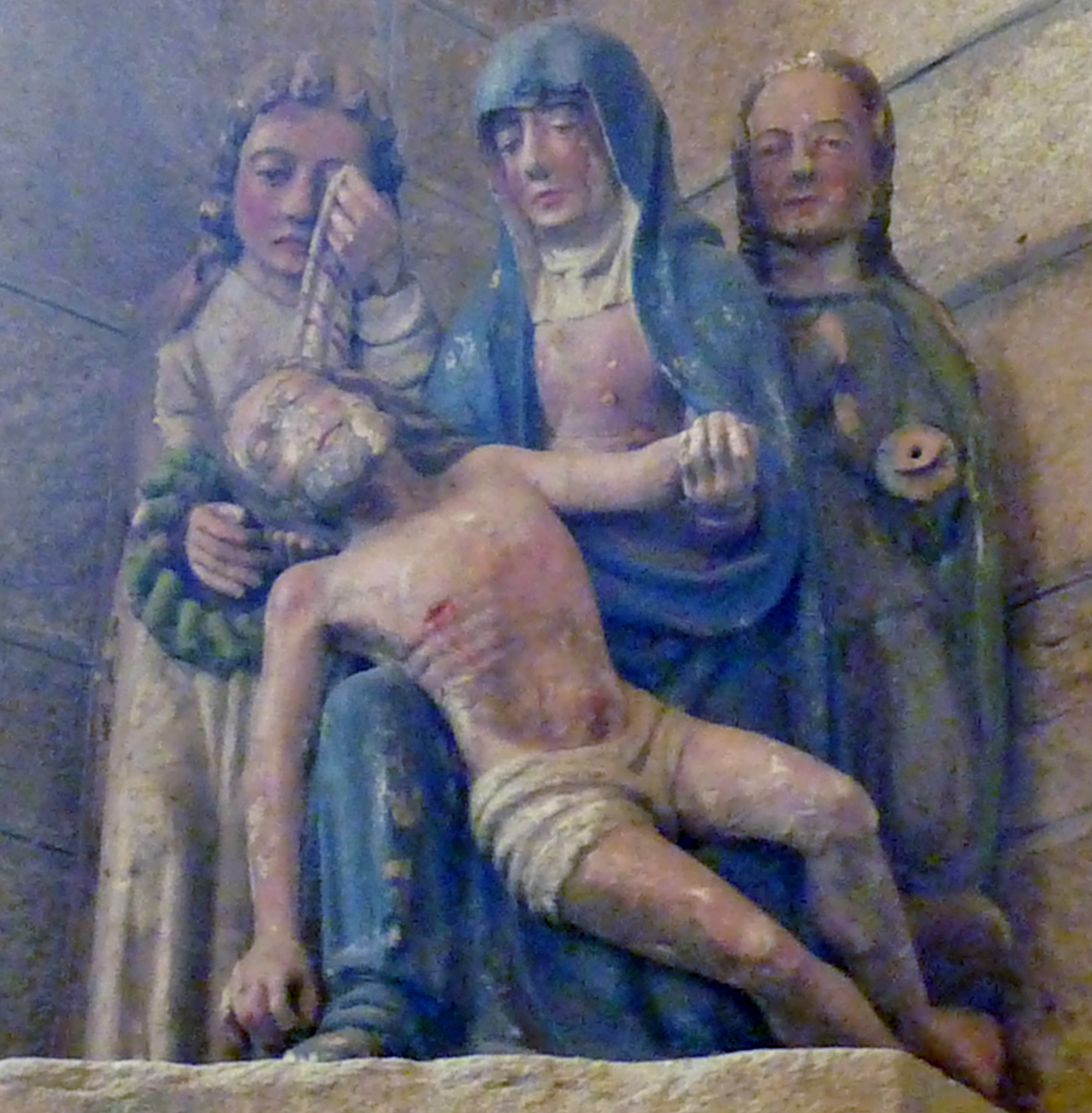
Église Notre-Dame-de-Populo : pietà.
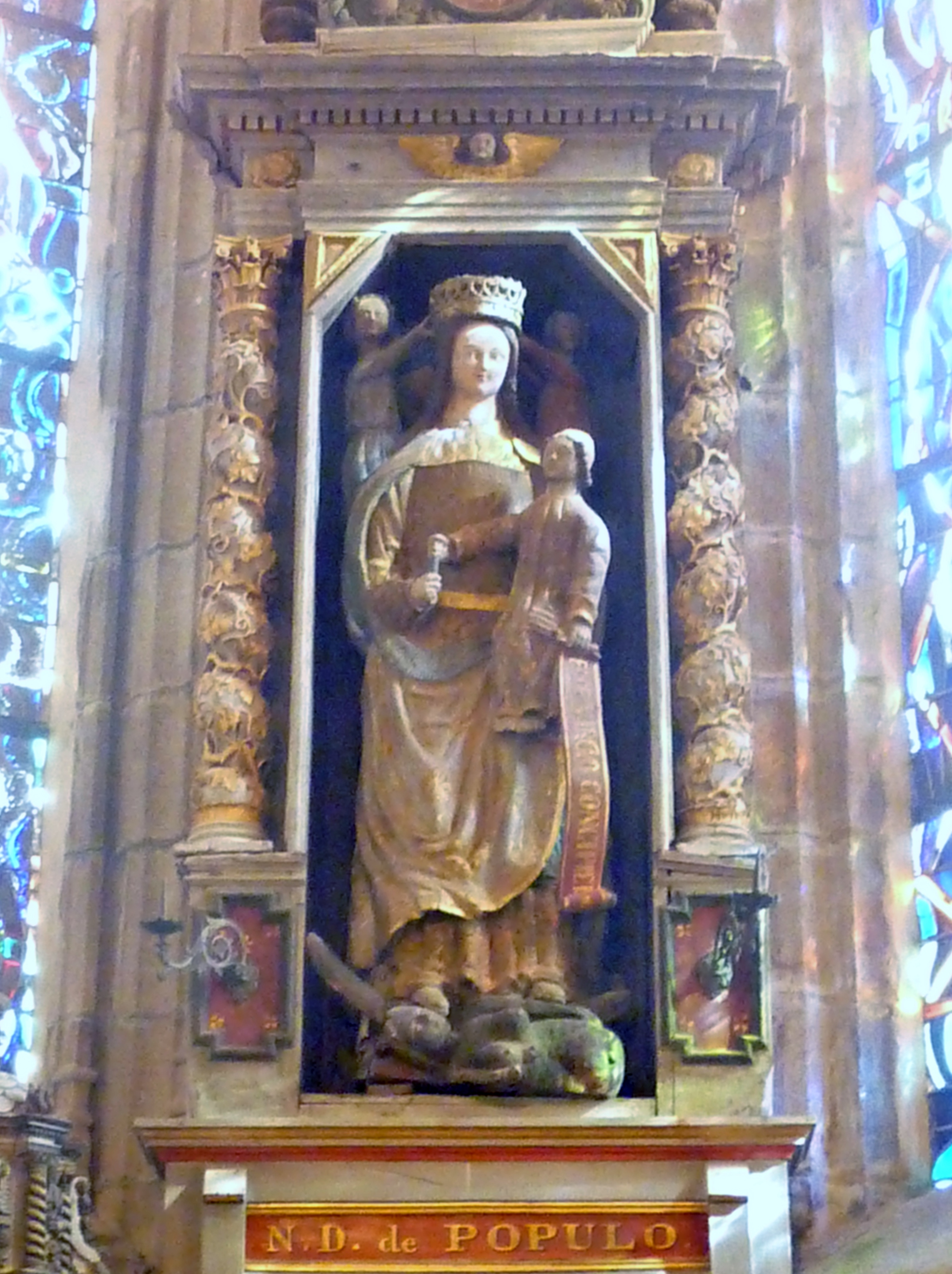
Église Notre-Dame-de-Populo : retable et statue de Notre-Dame-de-Populo, avec une Ève-serpent sous les pieds.
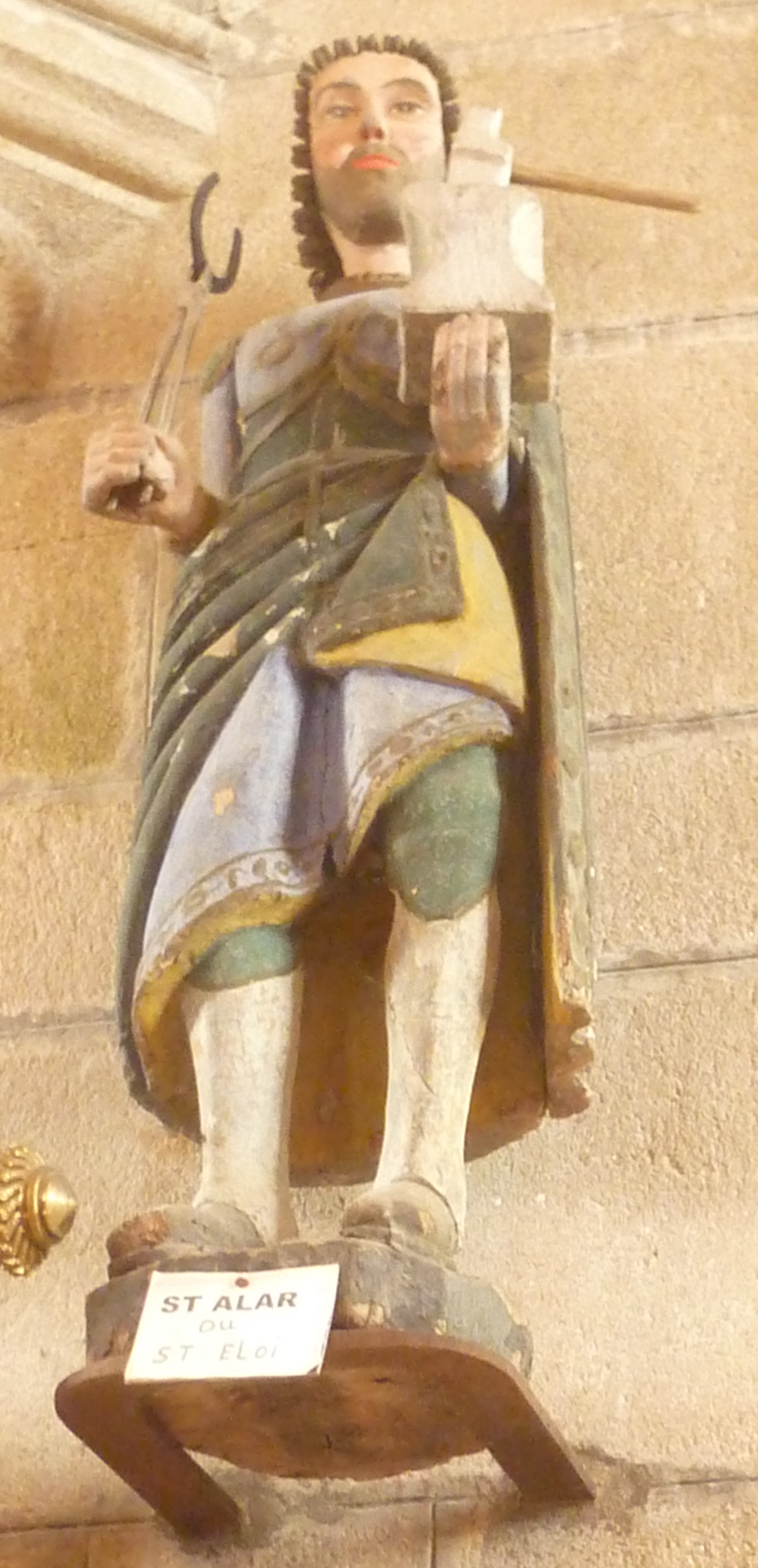
Église Notre-Dame-de-Populo : statue de saint Alar.
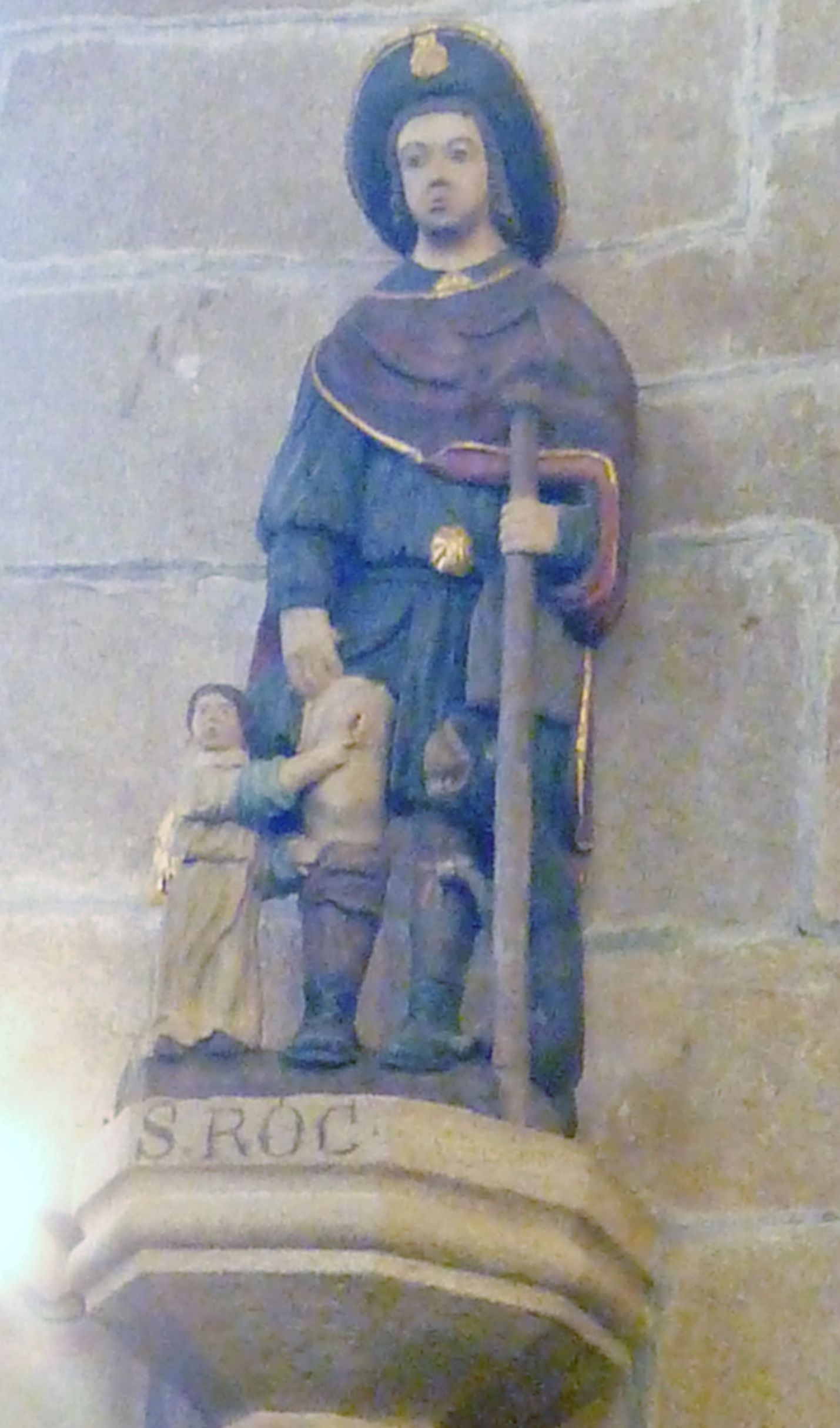
Église Notre-Dame-de-Populo : statue de saint Roch (représenté en pèlerin avec un chien lui apportant du pain).
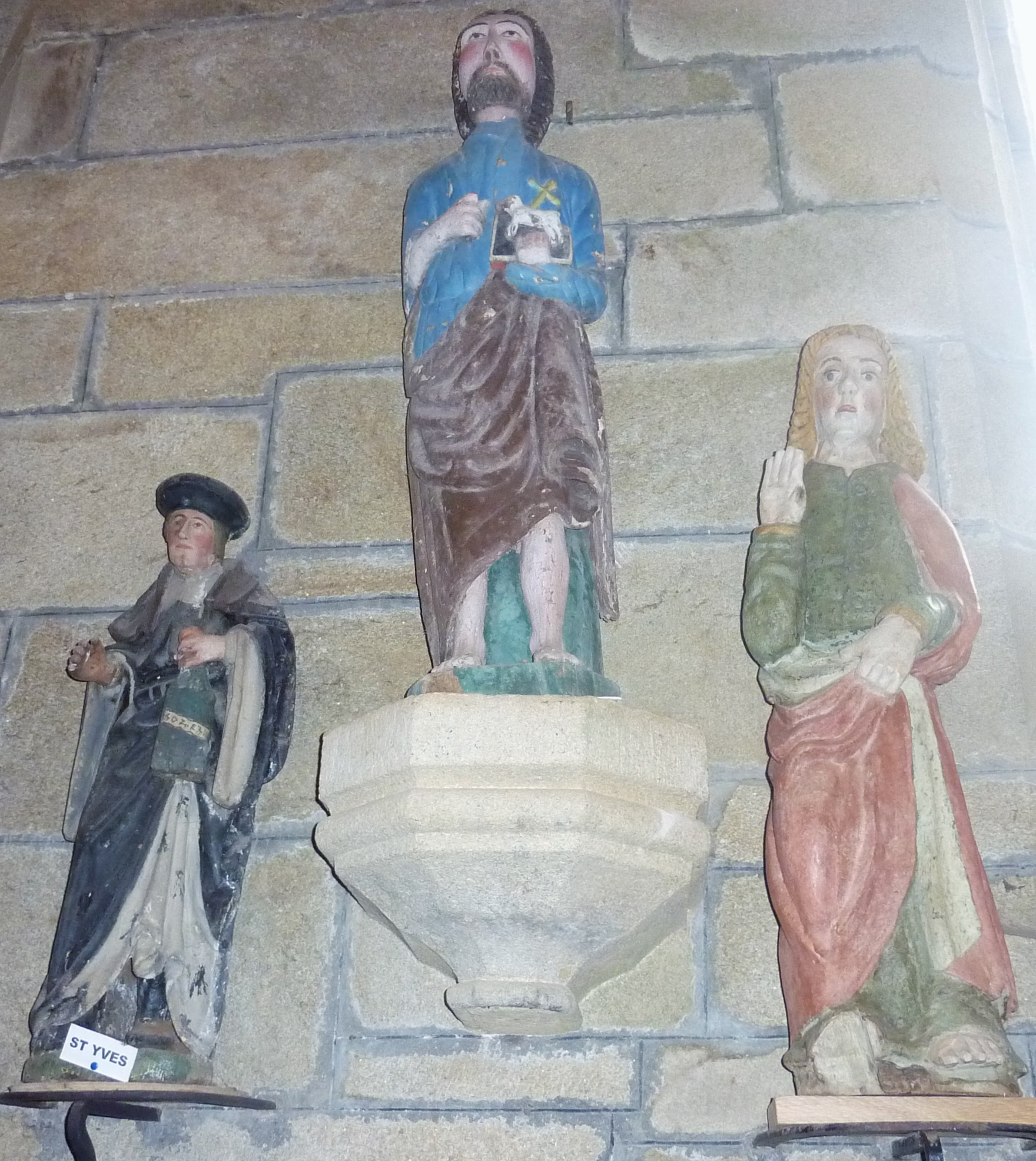
Église Notre-Dame-de-Populo : trois statues dont celle de saint Yves.

- La chapelle Saint-Tugdual XVIe siècle : dédiée à saint Tugdual, elle est en forme de croix latine, c'est l'ancienne église tréviale de Landudal. Les armoiries des seigneurs de Quistinic-Kergoët sont gravées sur la grande poutre du transept sud. La chapelle a été restaurée en 1706 car son pignon s'était effondré ; la nef fut alors raccourcie et le clocher rebâti. Les cloches datent de 1634 et 1710. Le transept et le chœur sont de style gothique flamboyant avec des éléments de style Renaissance. La chapelle possède une statue de saint Tugdual datant du XVIe siècle, représentant le saint bénissant, coiffé de la tiare et tenant à la main une croix papale (bien que son élévation à la papauté soit légendaire, saint Tugdual fut évêque de Tréguier). Plusieurs autres statues en bois ou en pierre polychrome ornent la chapelle : un Christ aux liens qui date de 1618, une pietà qui date du XVIe siècle, saint André sur sa croix en "X" (la statue date probablement du XVIe siècle), une Vierge à l'Enfant qui date du XVe siècle, saint Laurent sur le gril, saint Sébastien transpercé de trois flèches, saint Guénolé, saint Herbot, saint Urlou, sainte Apolline, etc. La chapelle possède aussi une poutre de gloire datant du XVe siècle. Au pied de l'autel se trouve un os de baleine qui serait, selon la tradition, un ex-voto déposé là par l'amiral de Kerguélen[77].

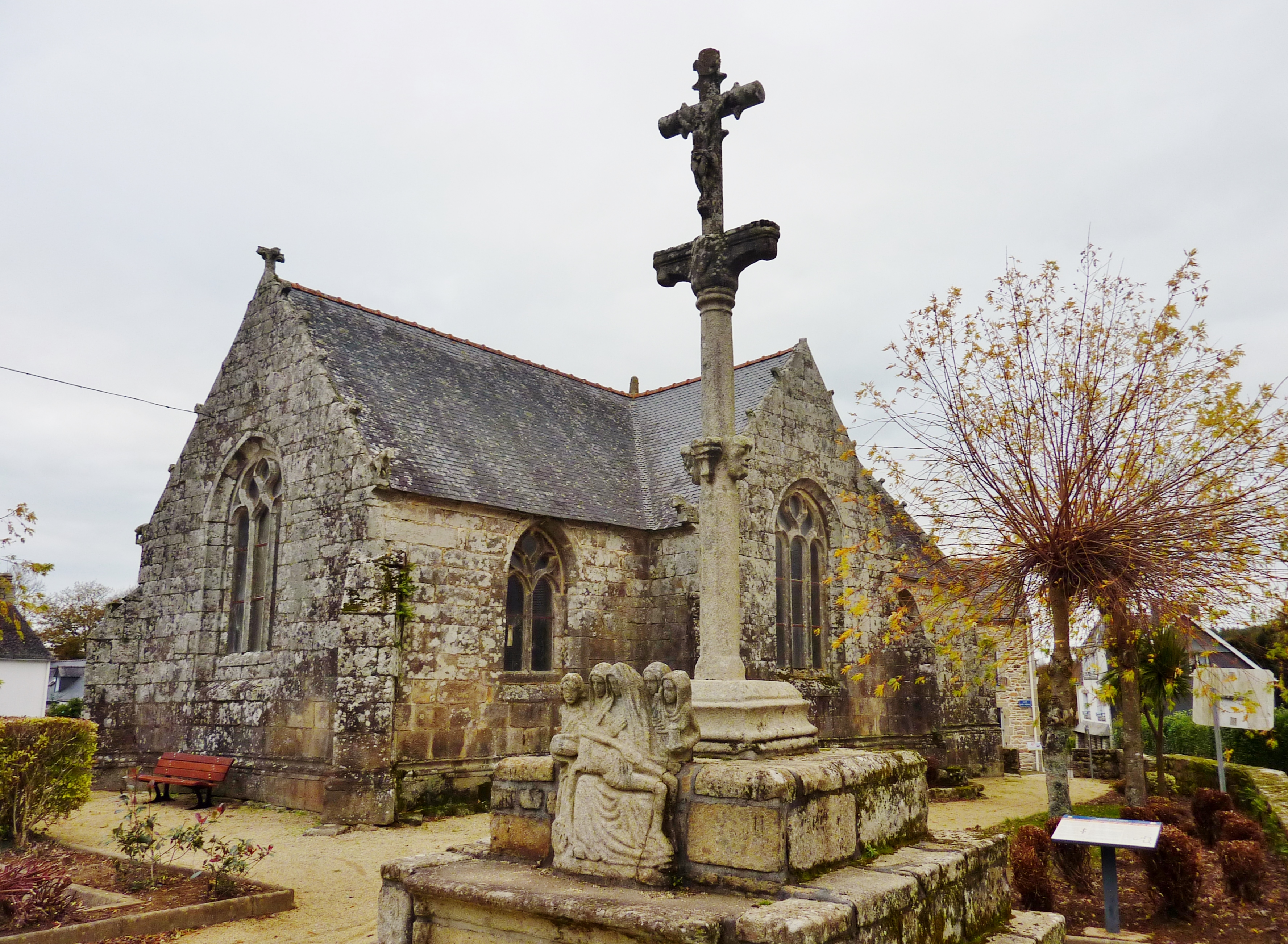
La chapelle Saint-Tugdual et son calvaire.
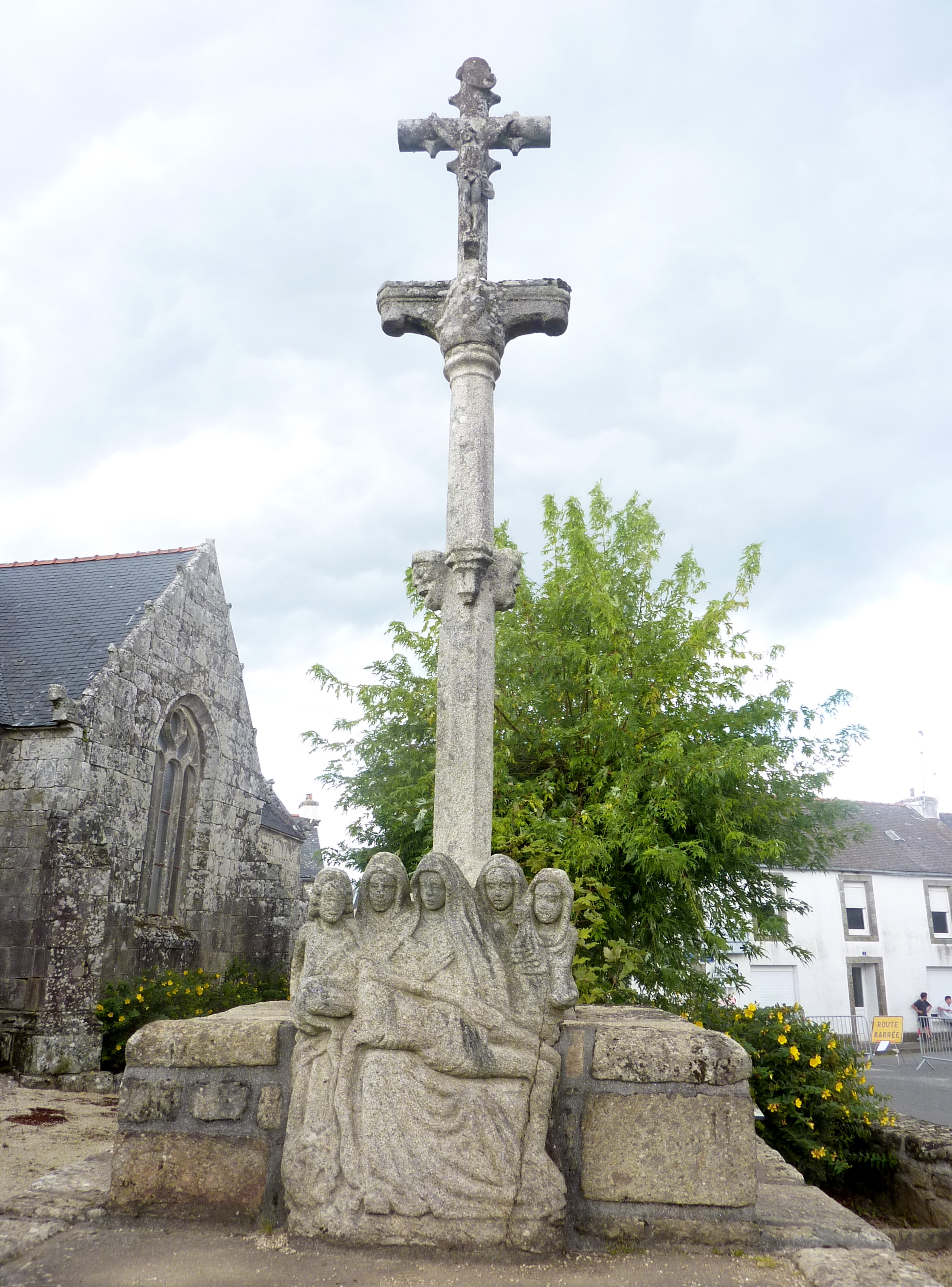
Le calvaire et sa Piétà près de la chapelle Saint-Tugdual.
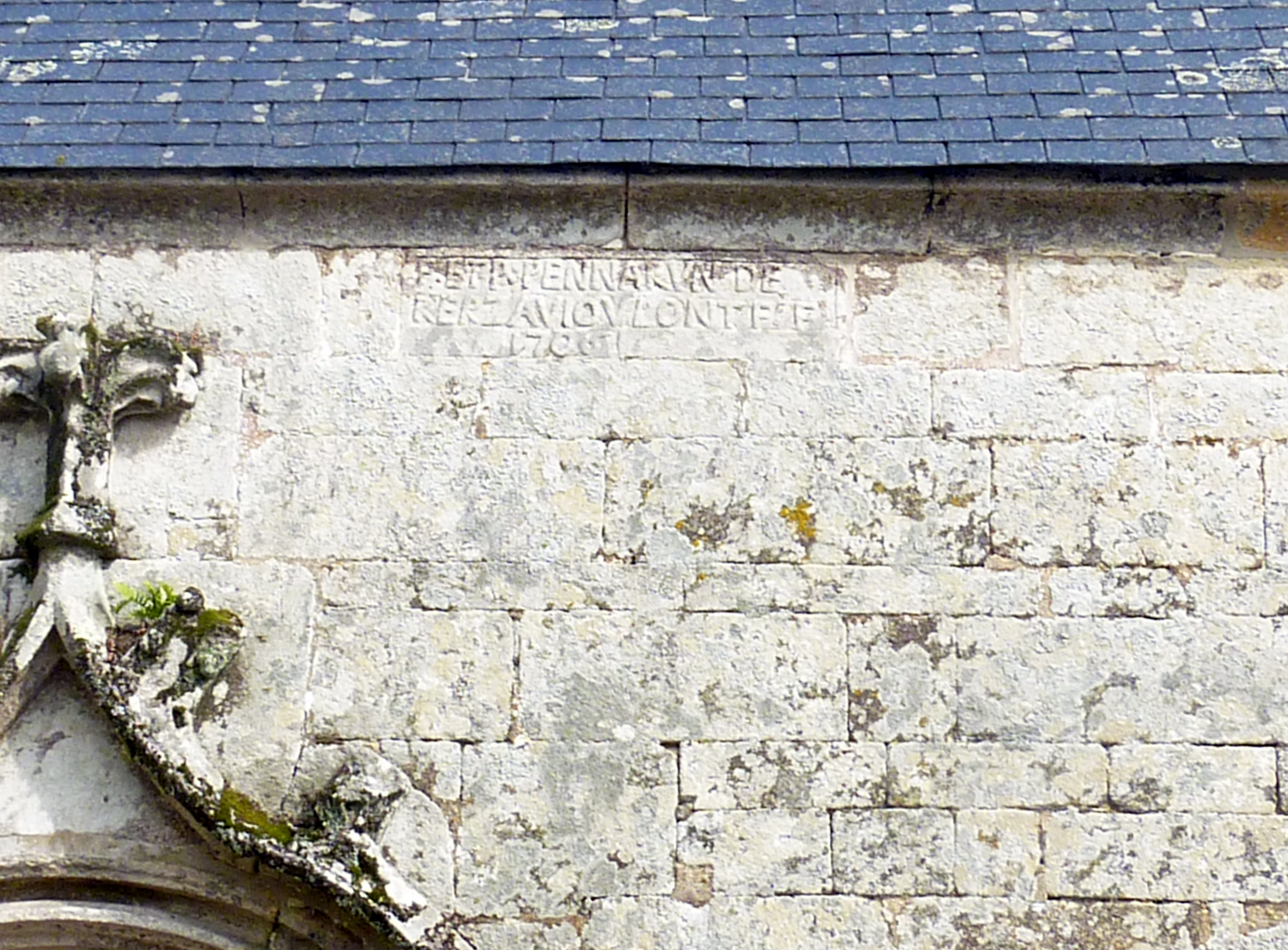
Chapelle Saint-Tugdual : l'inscription commémorant l'achèvement de la construction de la chapelle (1706).
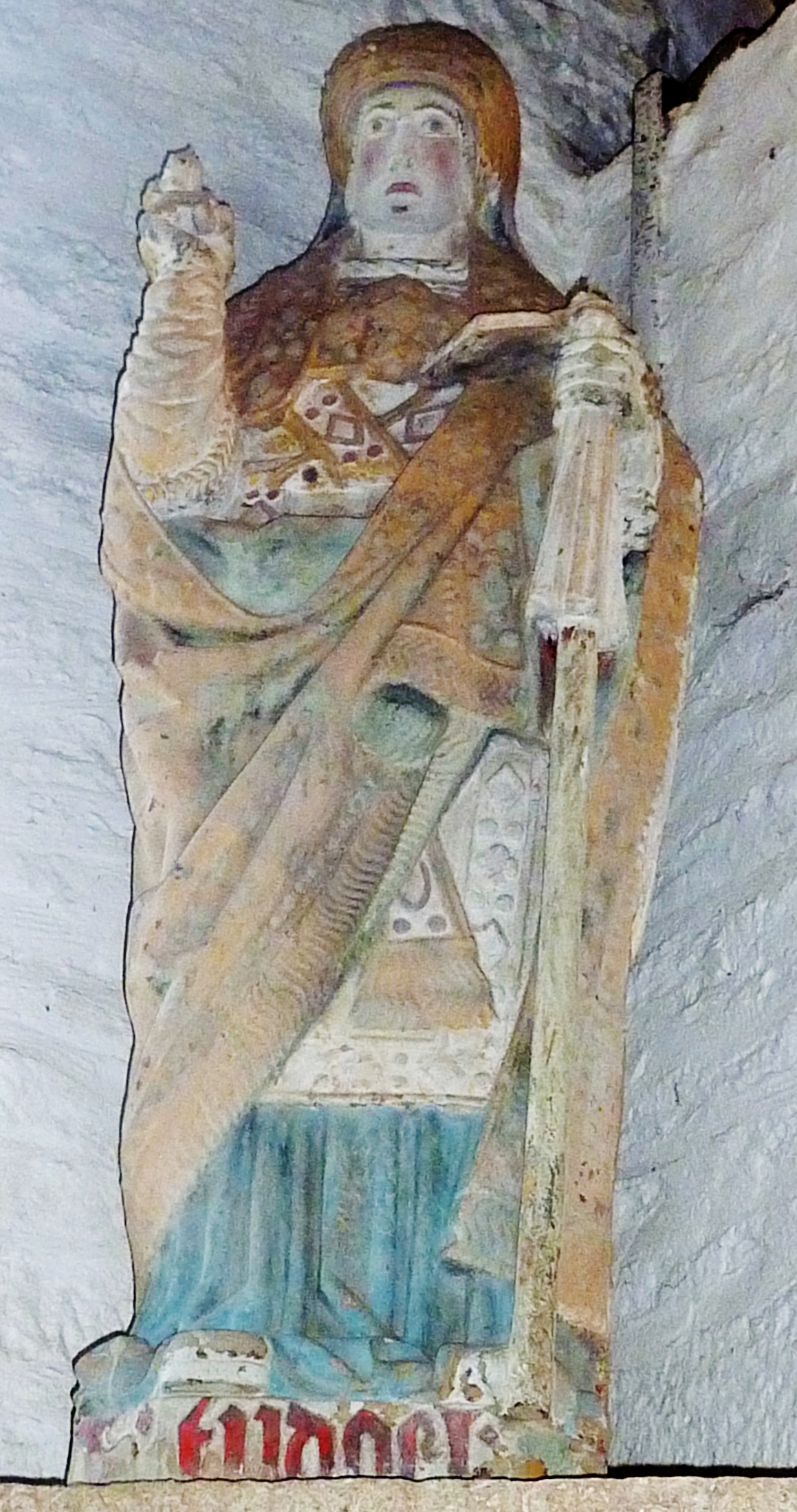
Chapelle Saint-Tugdual : statue de saint Tugdual.
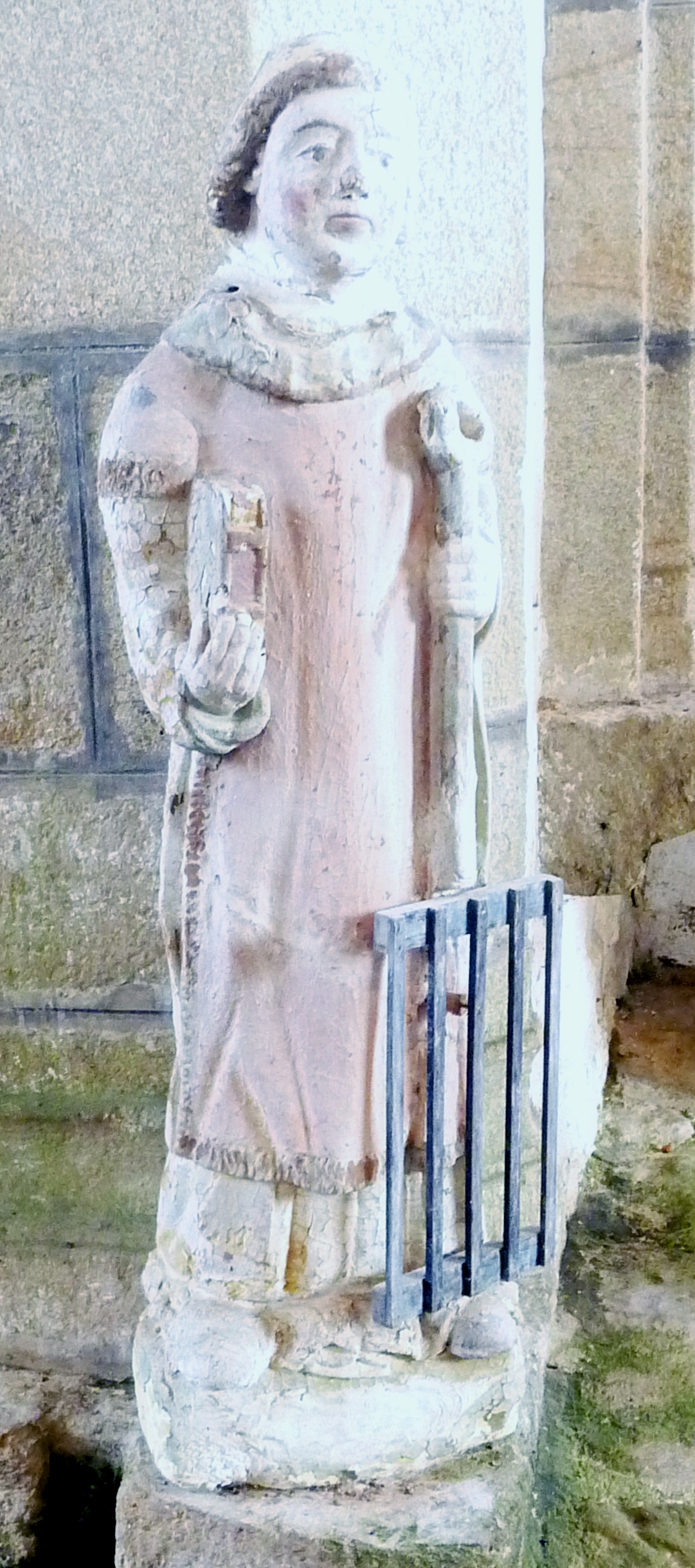
Chapelle Saint-Tugdual : statue de saint Laurent avec son gril.
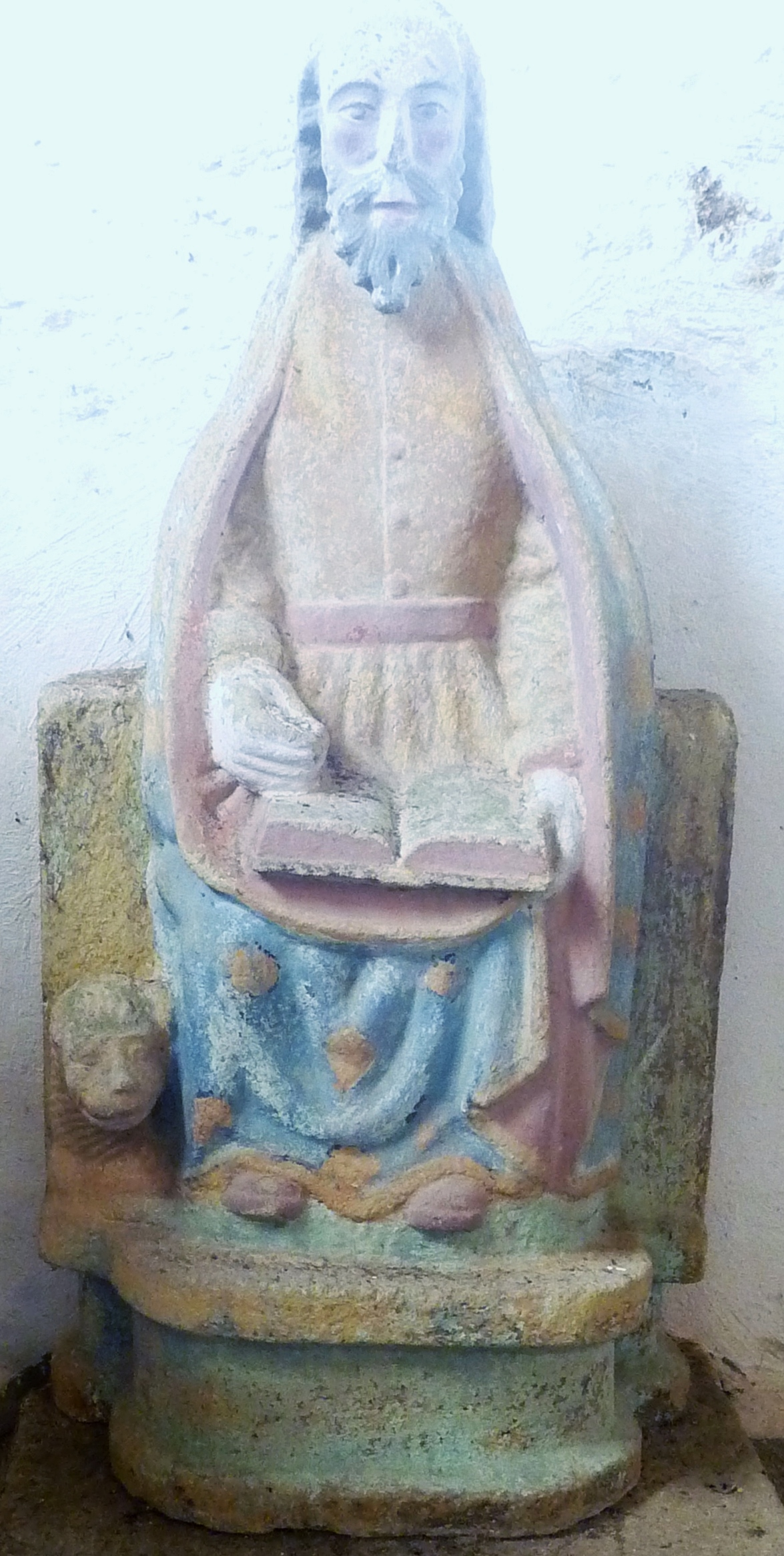
Chapelle Saint-Tugdual : statue de saint Marc (Marc l'Évangéliste).
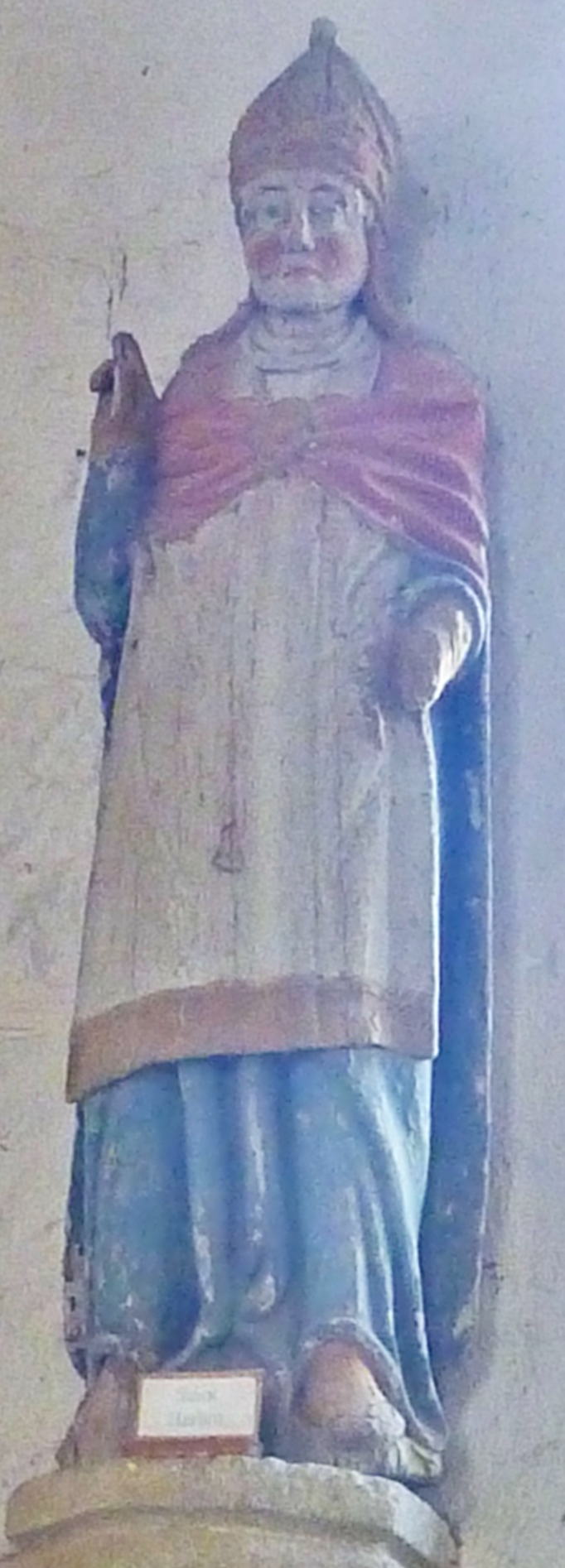
Chapelle Saint-Tugdual : statue de saint Herbot.
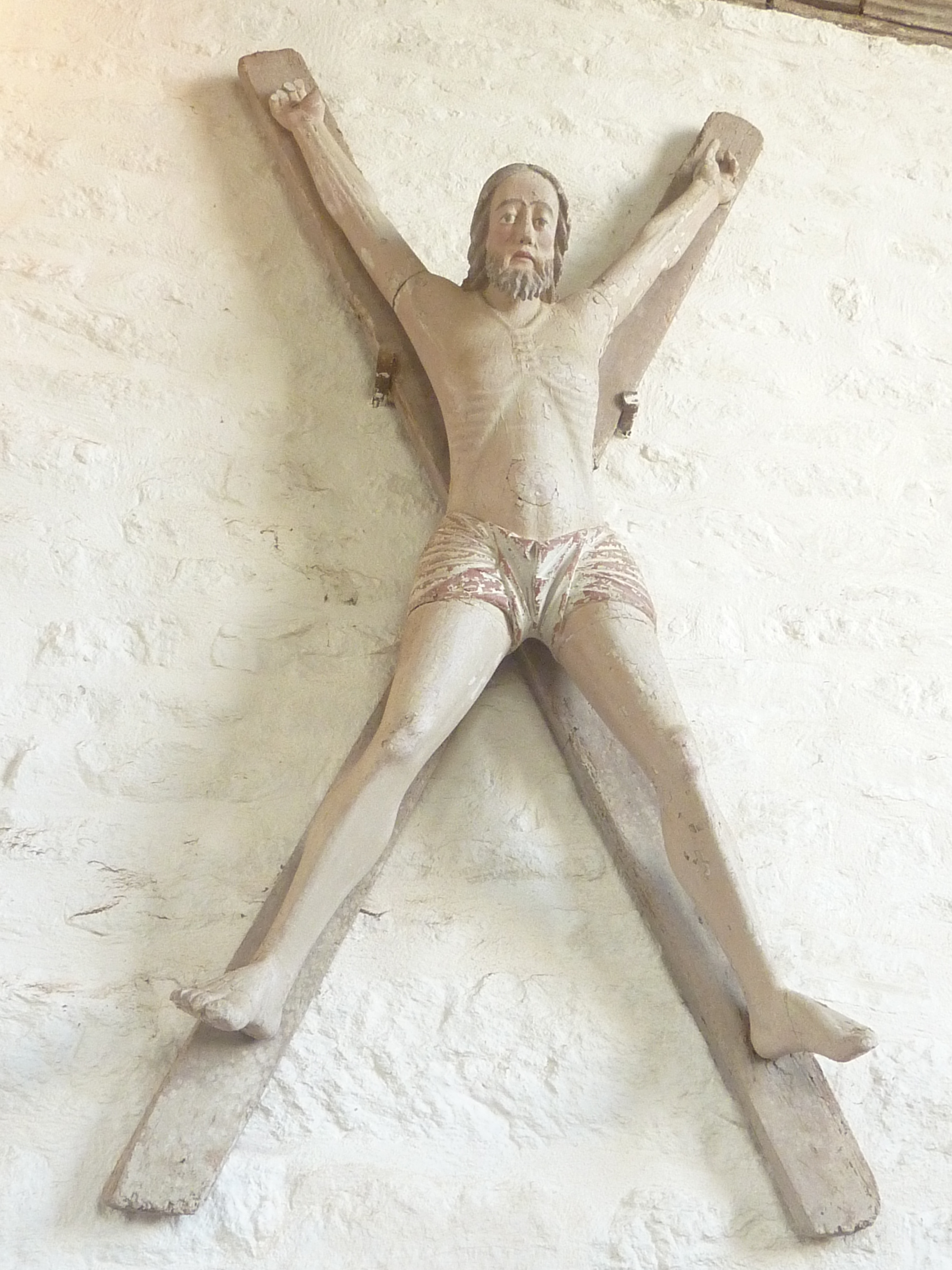
Chapelle Saint-Tugdual : statue de saint André.
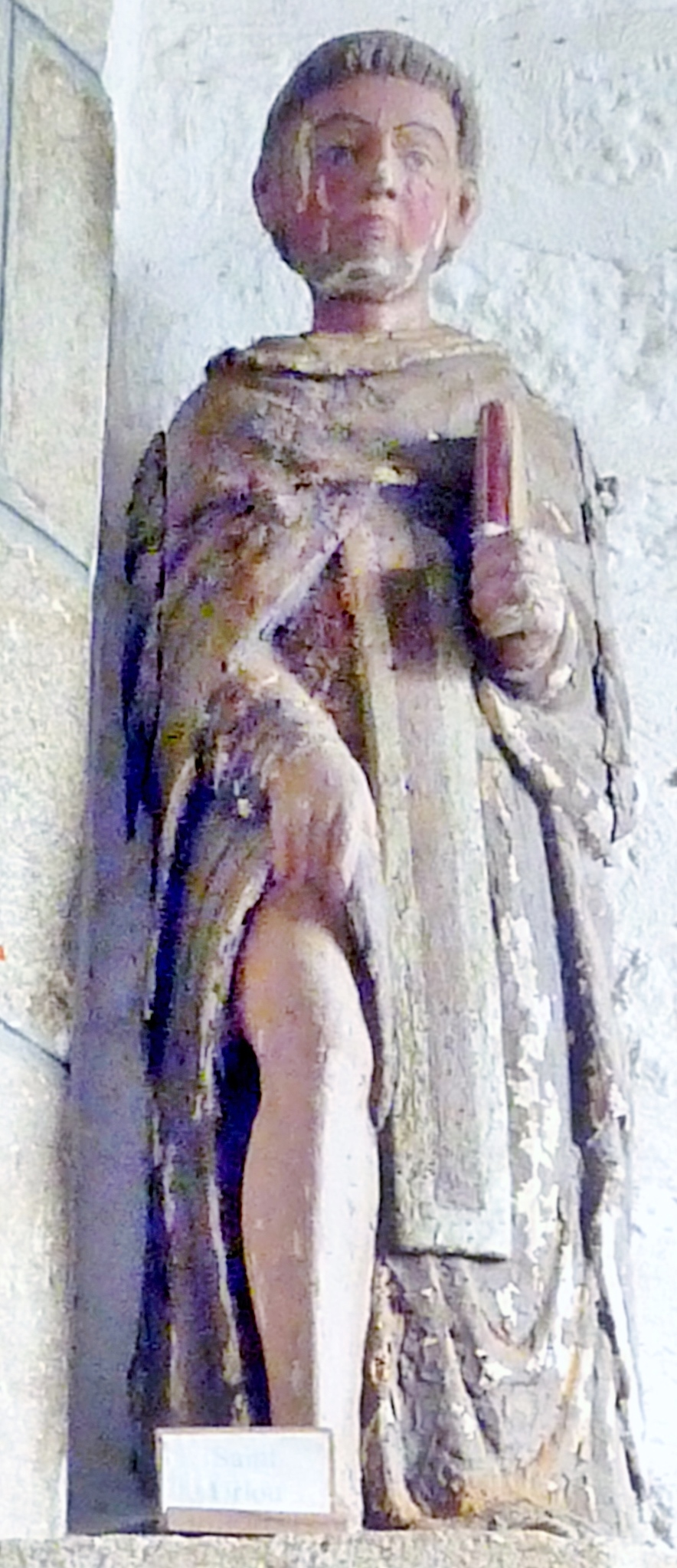
Chapelle Saint-Tugdual : statue de saint Urlo.
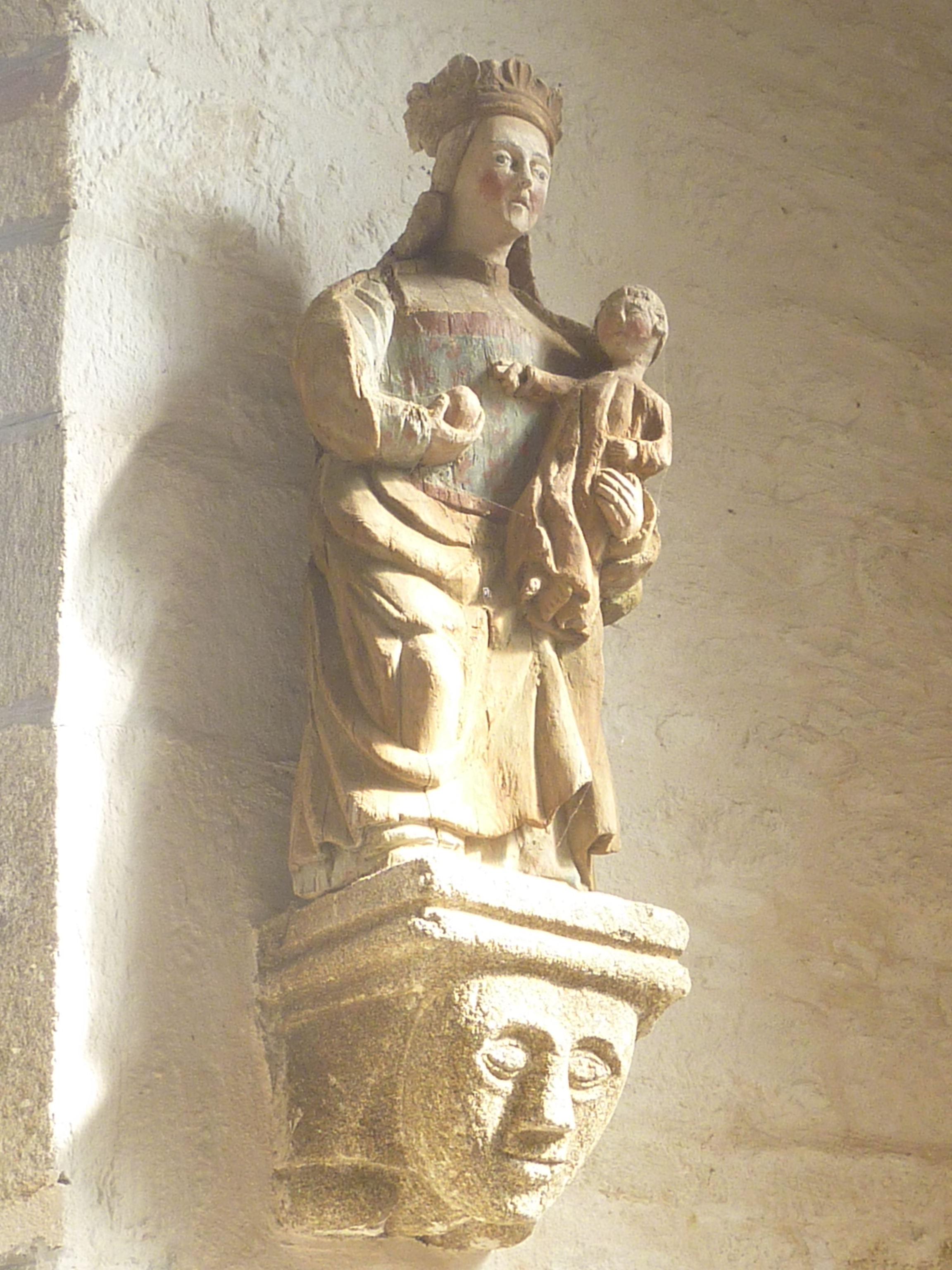
Chapelle Saint-Tugdual : statue Vierge à l'Enfant.

- Le manoir de Trémarec, où est né l'amiral de Kerguélen, fut antérieurement propriété successive des familles Trémarec (1426), Kergadalen (1540) et Kerguelen au XVIIe siècle. L'ancienne chapelle Sainte-Yves (construite en 1857), fut édifiée à l'emplacement d'une chapelle bâtie en 1605 par les seigneurs de Tremarec. Elle fut bénite le 10 novembre 1858. Avant la Révolution, on vénérait dans la chapelle antérieure la relique d'un pouce de saint Yves renfermée dans un pouce en argent[78].

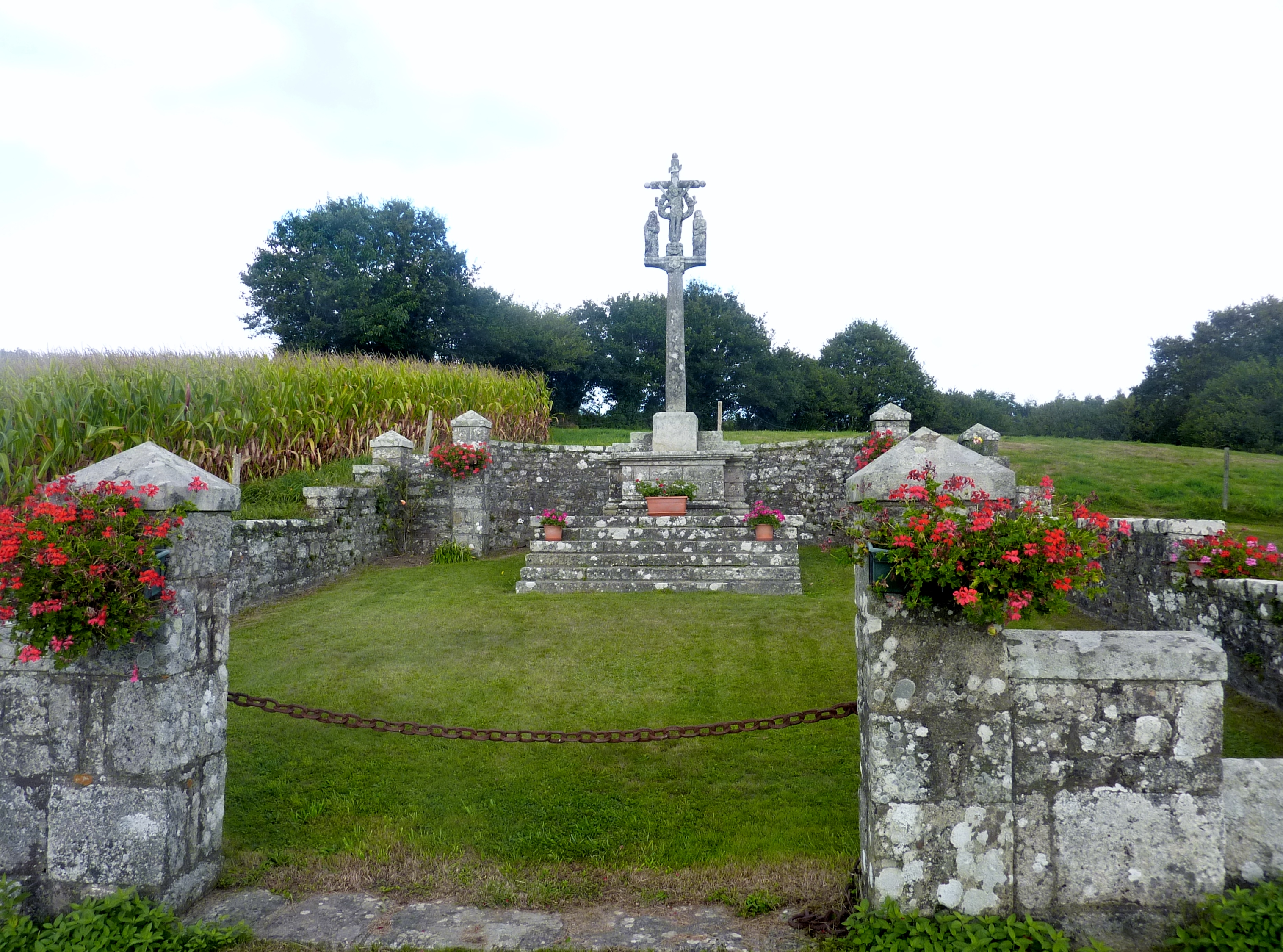
Le calvaire situé au nord-ouest du bourg

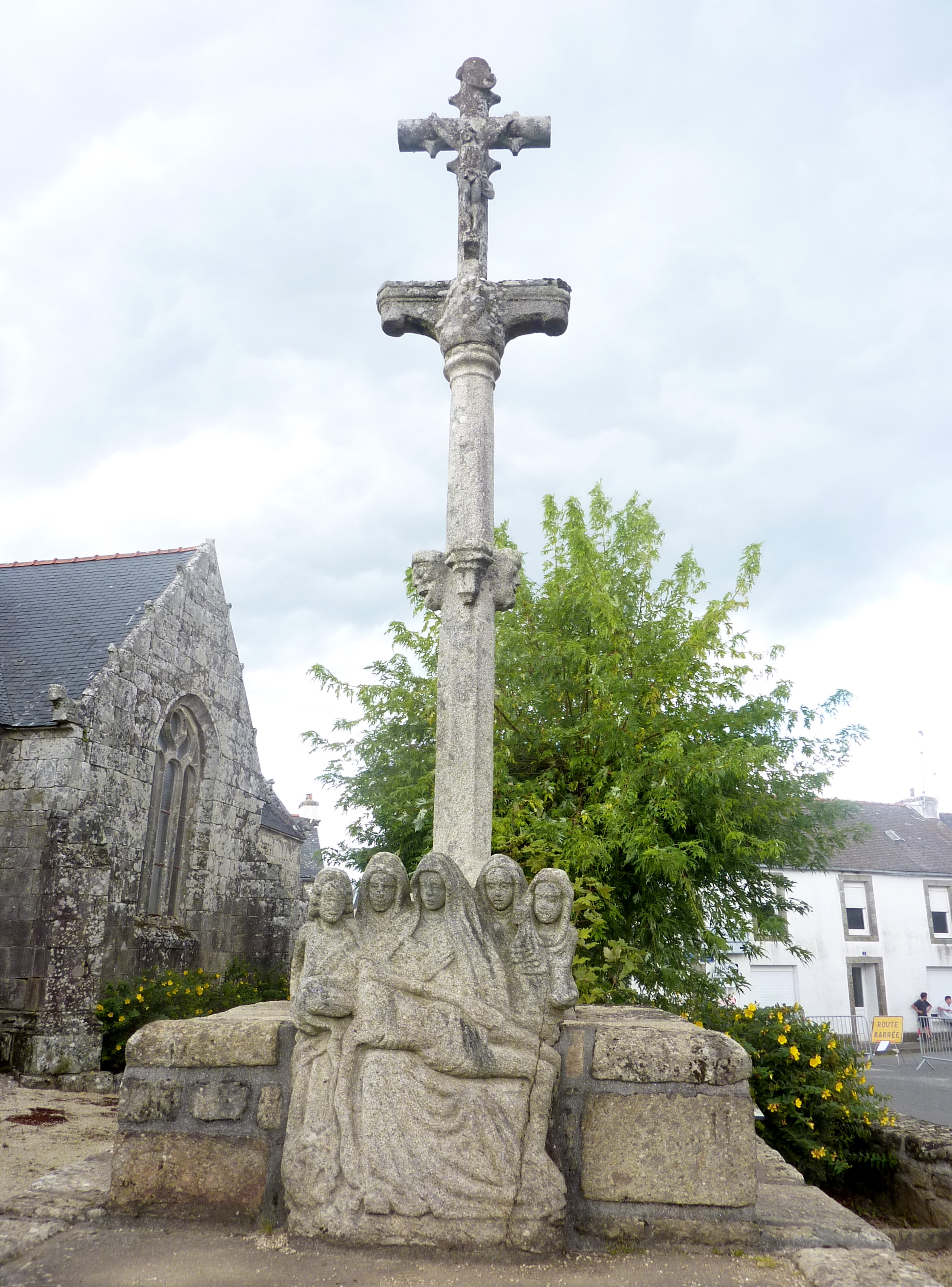
Le calvaire du placître de la chapelle Saint-Tugdual

- Le calvaire de la chapelle Saint-Yves (1605), avec saint Yves et une Pietà. Saint Yves est vêtu d'un surplis, avec capuce sur la tête, et par-dessus une barrette. D'une main il tient un rouleau, et de l'autre une escarcelle, ou plus probablement un livre suspendu dans une gaine[79].
- Le calvaire de l'ancien cimetière situé dans le placître de la chapelle Saint-Tugdual date du XVIe siècle. Il porte à sa base une Pietà ; son fût est à deux étages ; à son sommet se trouve une croix tréflée et un crucifix[80].
- Un autre calvaire se trouve au nord-ouest du bourg sur la route de Briec ; il date aussi du XVIe siècle et est entouré d'un mur ; son fût est gravé d'une longue épée et il porte un écu (il a probablement été construit par le seigneur de Quélen, en même temps que la chapelle Notre-Dame-de-Populo) ; son croisillon porte des statues de la Vierge et de saint Jean ; sa croix sommitale porte un crucifix. Une inscription à sa base commémore la mission de 1957[80].
- Les vestiges du manoir et du moulin de Kerolven
- L'empreinte du pied de saint Éloi près du village de Kermadoret : il s'agit d'une pierre dont un creux laisse penser à la forme d'un pied ; selon la légende, il s'agirait du pied de saint Éloi (saint Alar en fait), près de laquelle se trouve une fontaine et, encore au début du XXe siècle, une statuette nichée dans un arbre qui faisait l'objet du "pèlerinage des trois lundis"[81]. Selon la légende toujours, le saint, voulant traverser l'Odet, en l'absence de pont, aurait pris son élan et traversé d'un saut, laissant miraculeusement l'empreinte de son pied droit dans cette pierre de 1,60 m de longueur et 0,75 m de largeur[82].
- Un bloc de pierre représentant un fragment de cavalier à l'anguipède (très mutilé, il ne subsiste que le corps du cheval, de l'encolure jusqu'à la croupe) ont été trouvés vers 1977 dans une fontaine-lavoir du hameau de Buzudic[83]. Un fragment de colonne a été mis au jour quelque temps plus tard, vers 1985, ainsi que quelques blocs parallélépipédiques issus probablement du soubassement d'un monument disparu, probablement dédié à Jupiter[84].

## Personnalités
- Yves Joseph de Kerguelen (1734-1797), découvreur des îles Kerguelen, naquit au manoir de Trémarec.
- Angèle Jacq (1937-2021), écrivain, défenseur de la langue bretonne, née en 1937 à Landudal[85].